# Weihnachtsoratorium (Bach)
Das Weihnachtsoratorium BWV 248 ist ein sechsteiliges Oratorium für Soli (SATB), gemischten Chor und Orchester von Johann Sebastian Bach. Die einzelnen Teile wurden erstmals vom Thomanerchor in Leipzig in den sechs Gottesdiensten zwischen dem ersten Weihnachtsfeiertag 1734 und dem Epiphaniasfest 1735 in der Nikolaikirche und der Thomaskirche aufgeführt. Feierliche Eröffnungs- und Schlusschöre, die Vertonung der neutestamentlichen Weihnachtsgeschichte in den Rezitativen, eingestreute Weihnachtschoräle und Arien der Gesangssolisten prägen das Oratorium. Die sechs Teile werden durch die Freude über die Geburt Christi verbunden. Von der musikalischen Gattung steht das Weihnachtsoratorium Bachs oratorischen Passionen nahe. Es ist das populärste aller geistlichen Vokalwerke Bachs und zählt zu seinen berühmtesten geistlichen Kompositionen. Das Oratorium wird heute häufig in der Advents- und Weihnachtszeit ganz oder in Teilen aufgeführt. Die Gesamtspieldauer beträgt circa 2½ Stunden.

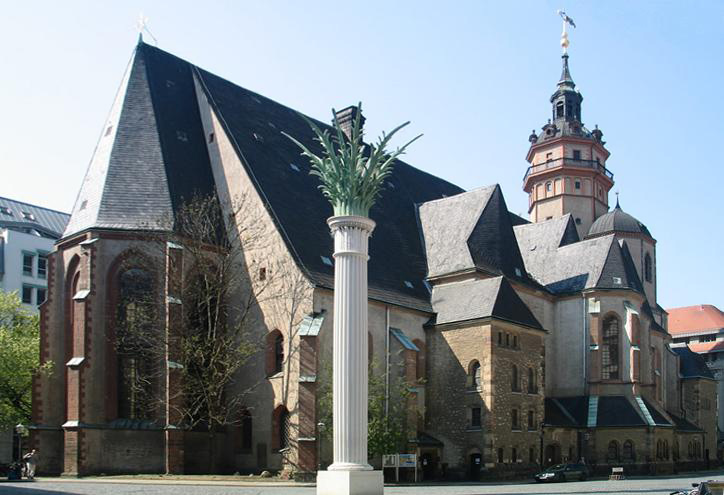
Nikolaikirche in Leipzig

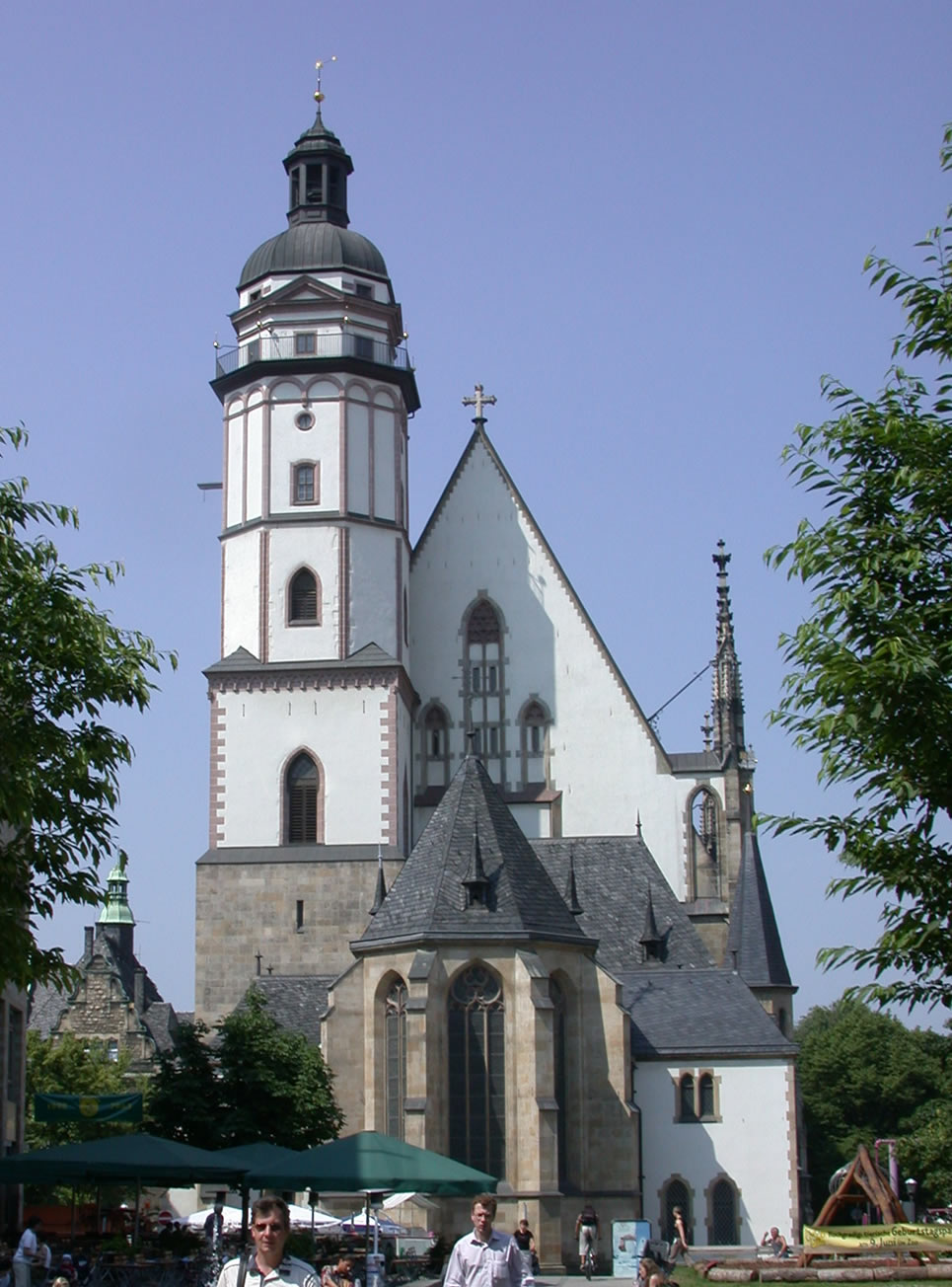
Thomaskirche in Leipzig

## Musikalische Formen

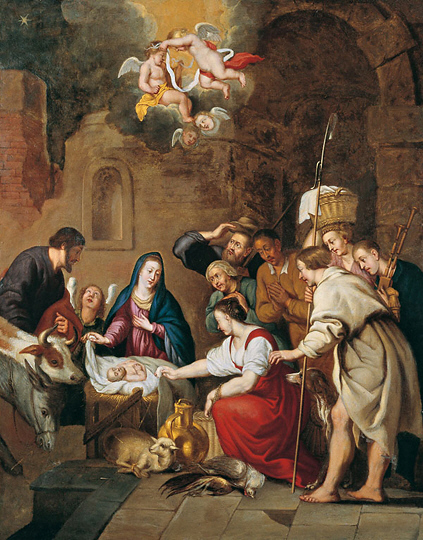
Geburt Christi, anonymes Gemälde, Italien, 18. Jh.

Bach verwendet im Weihnachts-Oratorium dieselben musikalisch-dramatischen Formen wie in seinen oratorischen Passionen (Matthäus-, Markus- und Johannes-Passion) und Oratorien (Himmelfahrts-Oratorium und Oster-Oratorium), legt den Schwerpunkt aber auf das Lyrische und Kontemplative. Den drei zugrunde liegenden Textgattungen entsprechen jeweils unterschiedliche Kompositionsformen:
Bibeltexte liegen dem Secco-Rezitativ (in Nr. 13 „Und der Engel“ als Accompagnato), dem Arioso und dem Turba-Chor zugrunde. Kirchenliedtexte setzt Bach in den Choralsätzen für den Chor ein (in Nr. 7 „Er ist auf Erden“ und 38/40 „Jesu, du mein liebstes Leben“ solistisch und mit einem Rezitativ kombiniert). Freie Dichtungen sind im Accompagnato-Rezitativ, in den Arien und in den Eingangschören zu hören.
Der fortlaufende Bibeltext wird durch freie Dichtungen und Choräle unterbrochen, die das Geschehene dem Zuhörer näherbringen wollen. Im Einzelnen finden sich im Weihnachts-Oratorium folgende musikalische Formen:
- Secco-Rezitativ: Das Rückgrat des Weihnachts-Oratoriums bilden die Rezitative, in denen der Evangelist – nach alter kirchlicher Tradition von einem Tenor gesungen – den biblischen Text erzählt. Bach vertont die berichtenden Bibeltexte mithilfe von Secco-Rezitativen, die also nur von der Continuo-Gruppe ohne weitere Instrumentalbegleitung getragen werden. Wörtliche Reden im Bibeltext werden bestimmten Solisten zugeordnet, den Soliloquenten, die als Dramatis personae auftreten. Herodes wird durch einen Bass (Nr. 55 „Ziehet hin“), der Engel durch einen Sopran dargestellt (Nr. 13 „Fürchtet euch nicht“). Bei sprechenden Personengruppen setzt Bach Turba-Chöre ein. Alle biblischen Rezitative sind Neukompositionen Bachs. Daneben finden sich zwei weitere, kurze Secco-Rezitative, die keinen biblischen Text zum Inhalt haben, sondern einen folgenden Choral einleiten. In Nr. 22 („So recht, ihr Engel“) fordert der Bass die Engel zum Lob auf und in Nr. 63 („Was will der Höllen Schrecken nun“) vereinen sich wie in einem Opern-Finale alle vier Solisten vor dem Schlusschor.
- Accompagnato-Rezitativ: Das instrumental begleitete Accompagnato-Rezitativ dient zur Hinführung auf Inhalt und Affekt einer sich anschließenden Arie. Im Vergleich zu den Bachkantaten tritt es an die Stelle des Secco-Rezitativs, da dieses bereits zur Vertonung des Evangeliums benötigt wird.[7] Den 14 Accompagnato-Rezitativen liegen keine Bibeltexte, sondern freie Dichtungen zugrunde. Die Stimmlage und die musikalische Form sind nicht festgelegt. So kombiniert Bach das Rezitativ in Nr. 7 („Er ist auf Erden“) mit einem Choral in einem Sopran-Bass-Duett, in Nr. 38 („Immanuel, o süßes Wort“) und 40 („Wohlan, dein Name“) das Bass-Rezitativ mit einem Sopran-Arioso und in Nr. 45 („Wo ist der neugeborne König“) das Alt-Rezitativ mit zwei Turba-Chören. Abgesehen von Teil VI stellen alle Accompagnato-Rezitative Neukompositionen Bachs dar.
- Turba („Volk“, „Lärm“): Menschengruppen werden durch den Turba-Chor dargestellt. In Bachs Passionen und Oratorien unterbrechen die Turbae das Rezitativ, wenn im biblischen Erzähltext mehrere Personen redend auftreten. So erklingt im motettischen Stil der Bibelwort-Chor beim Gesang der Engel (Nr. 21 „Ehre sei Gott“), dem Appell der Hirten (Nr. 26 „Lasset uns nun gehen“) und der Frage der Weisen (Nr. 45 „Wo ist der neugeborne König“).[8] Bei den Hohepriestern (Nr. 50 „Und ließ versammeln“) lässt Bach hingegen den Evangelisten den von ihnen zitierten Bibelvers singen.
- Arie: Musikalisch und theologisch bilden die Arien in den sechs Teilen des Weihnachts-Oratoriums die Herzstücke. Auch hier werden freie Dichtungen vertont. Die fortlaufende Handlung wird zugunsten des statischen Moments der Verinnerlichung unterbrochen. In jedem der sechs Teile finden sich zwei Arien, die meist dreiteilig aufgebaut sind. Insgesamt fünf Arien (Nr. 4, 8, 19, 29, 41) sind reine Da-capo-Arien, drei nach dem Muster A–B–A komponiert (Nr. 31, 51, 62). Nr. 39 („Flößt, mein Heiland“) ist dreiteilig (A–B–B) und ebenfalls die instrumental dominierte Arie Nr. 57 („Nur ein Wink“) (A–BCA–ABC). Zweiteilig ist Nr. 15 („Frohe Hirten“) aufgebaut, während Nr. 47 („Erleucht auch meine finstre Sinnen“) durch die Verkürzung der Da-Capo-Form in zwei gleich lange Teile zerfällt.[9] Nr. 29 („Herr, dein Mitleid“) ist ein Duett, Nr. 51 („Ach, wenn wird“) ein Terzett. Von den Arien sind nur Nr. 31 („Schließe, mein Herze“) und möglicherweise Nr. 51 neu komponiert. Insbesondere die Arien und Choräle dienen der Kontemplation und machen die Relevanz des weihnachtlichen Heilsgeschehens für den Hörer deutlich.[10] Einzelnen Solostimmen kommt dabei eine bestimmte Rolle zu: Während der Sopran die Stimmungen der Seele zum Ausdruck bringt, steht der Alt für die Stimme des Glaubens und der Kirche, wie sie in Teil II und III urbildlich von Maria verkörpert wird.[11]

Arioso innerhalb des Rezitativs Nr. 50

- Arioso innerhalb des Rezitativs Nr. 50 Arioso: Eine Mittelstellung zwischen Rezitativ und Arie nimmt das Arioso ein. Ähnlich dem Accompagnato-Rezitativ wird es instrumental begleitet. Im Weihnachts-Oratorium gibt es zwei Ariosi für den Bass, die mit einem Sopran-Choral („Jesu, du mein liebstes Leben“) zu einem Duett verbunden werden (Nr. 38 und 40). Im Rezitativ der Hohepriester (Nr. 50 „Und ließ versammeln“) ist das Prophetenzitat aus Mi 5,1 LUT als Arioso (Andante) ohne instrumentale Begleitung ausgeführt. Es erzielt durch die fortlaufende Achtelbewegung und Oktavsprünge des Continuos sowie durch die kantable Melodieführung beim Evangelisten seine feierliche Wirkung.[12]
- Eingangschor: Das Weihnachts-Oratorium ist vor allem durch seine feierlichen Eingangschöre populär geworden, die neben den Arien musikalische Höhepunkte im Werk darstellen. Mit reicher instrumentaler Besetzung und vierstimmigem Chor verleihen sie der Freude über die Geburt Christi Ausdruck. Sie sind als repräsentative Festmusiken angelegt und stehen alle in Dur-Tonarten und im beschwingten Dreier-Takt. Im Gegensatz zu den Bach-Kantaten finden sich als Textvorlage für die Eröffnungschöre keine Bibeltexte oder Choräle, sondern freie Dichtungen. Teil II wird hingegen durch eine Hirtenmusik in Form einer instrumentalen Pastorale eingeleitet (Nr. 10). Von den Eingangsstücken wurden nur diese „Sinfonia“ und der Eingangschor „Ehre sei dir, Gott, gesungen“ (Nr. 43) neu komponiert.
- Choral: Die Choräle schlagen die Brücke zur Gemeinde, auch wenn sie damals von der Gemeinde wohl nicht mitgesungen wurden.[13] Sie stehen außerhalb des dramatischen Handlungsablaufs[14] und dienen der ganzen Gemeinde als Darstellung der objektiven Heilsaussagen, während die Arien stärker auf das subjektive Erleben des einzelnen Hörers ausgerichtet sind.[10] Abgesehen von Nr. 64 („Nun seid ihr wohl gerochen“) sind alle Choräle des Weihnachts-Oratoriums neu komponiert. Sie zeichnen sich durch eine elegante und polyphone Stimmführung und eine expressive Unmittelbarkeit aus.[15] Die Anzahl der Choräle variiert zwischen zwei (Teil I, V, VI) und drei Chorälen pro Teil (Teil II, III, IV). Bach behandelt die Choräle auf vielfältige Art und Weise.[4] Inmitten der Teile sind die Choräle als schlichte Kantionalsätze komponiert und Colla parte instrumentiert, allerdings in typisch Bach’scher Manier mit Durchgangs- und Wechselnoten versehen. Hingegen weisen die meisten Schlusschoräle dieselbe festliche Besetzung wie die Eingangschöre auf und bilden mit dem Eingangsstück eine Inklusion. Die Schlusschöre sind gegenüber den anderen Chorälen musikalisch reicher gestaltet und meist mit instrumentalen Vor-, Zwischen- und Nachspielen versehen, Nr. 42 („Jesus richte mein Beginnen“) und Nr. 64 mit Orchesterritornellen.[4] Nur Teil V endet mit einem einfachen Choralsatz ohne die sonst obligaten Instrumente (Nr. 53 „Zwar ist solche Herzensstube“), da dieser Teil anstelle der üblichen Sonntagskantate erklang.[16]

## Geschichte der musikalischen Gattung

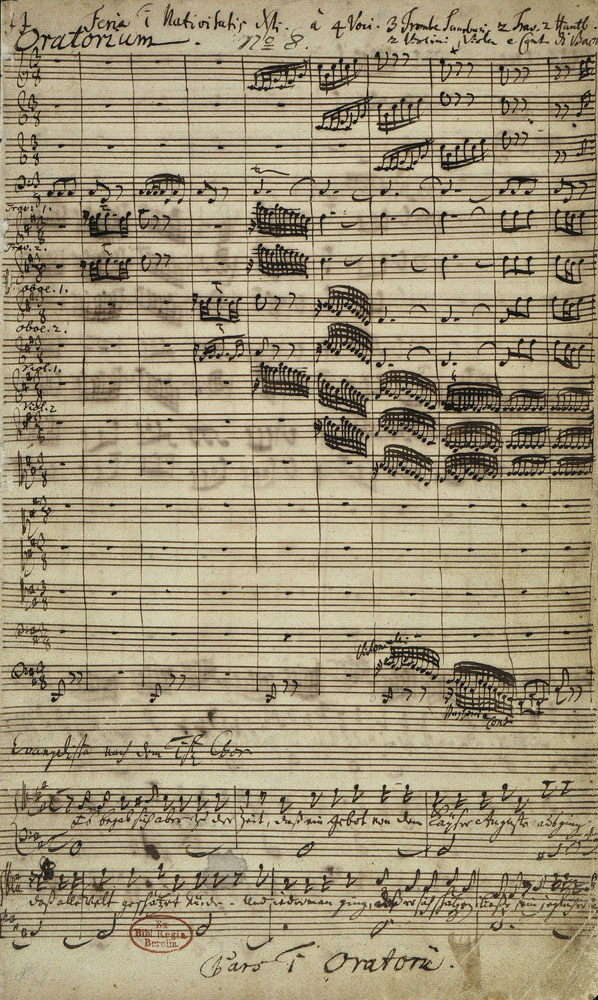
Autograph der ersten Seite des Weihnachts-Oratoriums

Vorläufer der Weihnachtsoratorien waren die Weihnachtshistorien, die im 17. Jahrhundert entstanden. Diese Historien waren geistliche Konzerte, in denen das Evangelium an hohen kirchlichen Feiertagen auf besonders festliche Weise vertont wurde. Erhaltene Beispiele hierfür sind die Weihnachtshistorien aus dem 17. Jahrhundert von Rogier Michael, Thomas Selle und Heinrich Schütz. Wie bei den Passionshistorien steht in den Weihnachtshistorien die Vertonung des Bibeltextes im Mittelpunkt. Sie wird in der Regel von einem eröffnenden und einem abschließenden Konzert (Exordium und Conclusio) umrahmt.
Bei Schütz ist die Weihnachtshistorie einheitlich in F-Dur, der typisch weihnachtlichen Tonart, komponiert und dramatisch besetzt. Während der Evangelist den erzählenden Bibeltext im Rezitativ oder Arioso (aber immer secco) wiedergibt, werden in acht Konzerten die Einzelpersonen mit anderen Stimmen (Engel im Sopran und Herodes im Bass) und die Personengruppen (Engel, Hirten, Weise und Priester) mit mehreren Singstimmen besetzt und durch mehrere Instrumentalstimmen begleitet. Auch bei Selle begegnen diese vokalen „Intermedien“. Bei Johann Schelles „Actus musicus auf Weyh-Nachten“ (etwa 1683) treten dann bereits Vertonungen von Kirchenliedstrophen als Einschübe hinzu. Erst durch die Ergänzung von freien Dichtungen wurde aus der Historie ein Oratorium.
Mit seiner Anzahl madrigalischer Dichtungen in Form von Arien und Kirchenliedern ist Bachs Weihnachts-Oratorium deutlich über die Weihnachtshistorien hinausgewachsen, findet mehr Anknüpfungspunkte in den oratorischen Passionen und wird von ihm selbst und im gedruckten Libretto als „Oratorium“ bezeichnet. Zeitgenossen Bachs wie Johann Heinrich Rolle, Carl Heinrich Graun und Georg Philipp Telemann schrieben ebenfalls Weihnachtsoratorien. Die Praxis, ein derart groß angelegtes Werk auf mehrere Festtage zu verteilen, geht nicht auf Bach zurück, sondern knüpft an bestehende Traditionen an. Eine Aufteilung des Werkes und Aufführung über mehrere Weihnachtstage ist bei der Weihnachtshistorie von Schütz möglich, bei Schelles Werk gesichert und auch bei den Weihnachtshistorien von Johann Philipp Krieger wahrscheinlich. Bach hatte dieses Verfahren im Jahr 1705 bei seinem Besuch in Lübeck kennengelernt, wo im Rahmen von Dieterich Buxtehudes Abendmusiken größere Oratorien abschnittsweise über mehrere Tage aufgeführt wurden. Auch bei Passions- und Osterhistorien des 18. Jahrhunderts sind derartige Verteilungen auf verschiedene Gottesdienste nachgewiesen.
Die Entstehungszeit von Bachs Werk liegt am Ende einiger glücklicher Jahre unter Rektor Johann Matthias Gesner (September 1730 bis Oktober 1734), der Bach wohlgesinnt war und auch den längst überfälligen Umbau der Thomasschule veranlasst hatte. Die Uraufführung fand an den sechs Gottesdiensten zwischen dem ersten Weihnachtstag (25. Dezember 1734) und Epiphanias (6. Januar 1735) statt. Die Teile I, II, IV und VI wurden zweimal an einem Tag aufgeführt, abwechselnd morgens und nachmittags in den Hauptkirchen St. Thomas und St. Nikolai, die Teile III und V nur in St. Nikolai. Spätere Aufführungen zu Bachs Lebzeiten sind nicht dokumentiert, jedoch nicht unwahrscheinlich.
Camille Saint-Saëns schrieb 1858 ein Oratorio de Noël und Franz Liszt vertonte die Weihnachtsgeschichte im ersten Teil seines Oratoriums Christus (1862–1866). Im 20. Jahrhundert wird die Tradition des Weihnachtsoratoriums beispielsweise in der Weihnachtsgeschichte von Hugo Distler (1933), im Weihnachtsoratorium von Kurt Thomas (1930/31) und bei Karl Michael Komma (1970) aufgegriffen. Kein anderes Weihnachtsoratorium erlangte jedoch eine derartige Popularität wie das Werk Bachs.

## Einheit der Gesamtanlage

Architektur des Weihnachts-Oratoriums

Gegenüber den Weihnachts-Historien des 17. Jahrhunderts, in denen die Textvertonung der biblischen Weihnachtsgeschichte im Mittelpunkt steht, ist das Weihnachtsoratorium mit seinen eingeschobenen freien madrigalischen Dichtungen (insbesondere in den Arien) und Chorälen der oratorischen Passion und der Kirchenkantate verwandt. Aufgrund der fortlaufenden, auf einem längeren Bibeltext basierenden Handlung mit verschiedenen Dramatis personae ist das Weihnachts-Oratorium als geschlossenes Oratorium zu betrachten, nicht als Sammlung von sechs unabhängigen Kantaten. Wie in der oratorischen Passion setzt Bach den Evangelisten, Solisten für biblische Gestalten und Turba-Chöre für Personengruppen (Hirten, Weise, Engel) ein. Die Teile I–IV werden durch die Erzählung von Lk 2  verbunden, Teil V und VI durch die Textgrundlage aus Mt 2 . Inhaltlich ist allen Teilen die Freude über die Geburt Christi eigen.
Der Evangelientext wird in 17 Abschnitte eingeteilt, was nach altkirchlicher Tradition die Zahl der Fülle darstellt (Zehn steht für das alttestamentliche Gesetz, den Dekalog, Sieben für die neutestamentliche Heilsbotschaft, das Evangelium). Die ersten vier Teile des Oratoriums mit ihren zehn Evangelienabschnitten behandeln nur Personen aus dem alten Gottesvolk, die beiden letzten Teile mit sieben Evangelientexten vor allem die Weisen als Vertreter des neuen Gottesvolkes. Neben das Secco-Rezitativ zur schlichten Begleitung des biblischen Textes tritt im Oratorium das Accompagnato-Rezitativ als Vorbereitung auf eine Arie. Zudem erhält das Oratorium den Eingangschor („Exordium“) und den Schlusschor („Conclusio“). Bach bindet die sechs Teile durch die Verwendung der Grundtonart D-Dur in den Teilen I, III und VI eng aneinander, die alle drei dieselbe festliche Besetzung mit Trompeten, Pauken, Holzbläsern und Streichern aufweisen. Am Ende des dritten Teils wird dessen Eingangschor „Herrscher des Himmels, erhöre das Lallen“ wiederholt, was dem ersten symmetrisch aufgebauten Block große Geschlossenheit verleiht.
Der vierte Teil bewahrt sich durch die Tonart F-Dur und die singuläre Besetzung mit Hörnern eine gewisse Eigenständigkeit. Sieht man von Teil IV ab, ergibt sich aus den Grundtonarten die Kadenz D–G–D–A–D. In Teil II bringt die Subdominante G-Dur die tiefe Erniedrigung der Menschwerdung zum Ausdruck. Architektonisch zentral steht dabei der Choral Nr. 17: „Schaut hin, dort liegt im finstern Stall“. Hingegen verwendet Bach die Dominante A-Dur in Teil V, um dort auszudrücken, dass Christus gleichzeitig erhöht ist als „König der Juden“ (Nr. 45) und als strahlendes Licht für die Heiden (repräsentiert durch die orientalischen Weisen) und für die ganze Welt. Auch durch die Instrumentalbesetzung findet Teil II eine Entsprechung in Teil V, da beide Teile auf Blechbläser verzichten. Als Inklusion um das ganze Werk wird im ersten und letzten Choral (Nr. 5 „Wie soll ich dich empfangen“ und Nr. 64 „Nun seid ihr wohl gerochen“) dieselbe Melodie verwendet. All diese Hinweise deuten auf die Einheit des Gesamtwerkes. Das gedruckte Textheft zur Uraufführung des Weihnachts-Oratoriums trägt dann auch die Überschrift: „ORATORIUM, Welches Die heilige Weynacht über In beyden Haupt-Kirchen zu Leipzig musiciret wurde. ANNO 1734“.

## Parodieverfahren

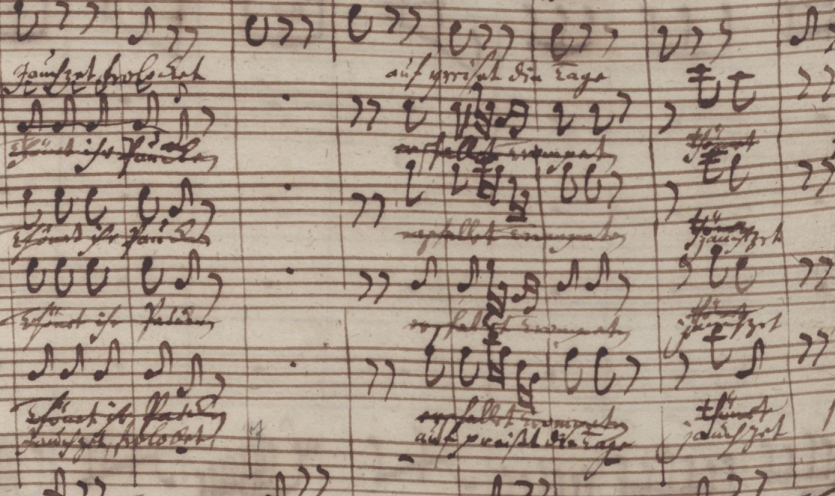
Eröffnungschor aus Teil I, in dem Bach den Text der Parodievorlage „Tönet, ihr Pauken! Erschallet Trompeten!“ in die Partitur übernimmt, durchstreicht und zu „Jauchzet, frohlocket, auf, preiset die Tage“ korrigiert.

Die Musik komponierte Bach nur zum Teil neu. Viele Chöre und Arien entnahm er zuvor entstandenen weltlichen Werken (darunter zwei Drammi per musica für das sächsische Herrscherhaus, BWV 213 und 214). Zum Beispiel kommt der Eingangschor „Jauchzet, frohlocket“ direkt von gleicher Stelle der dramatischen Glückwunschkantate BWV 214 „Tönet, ihr Pauken! Erschallet, Trompeten!“ (daher die entsprechende Einsatzfolge von Pauken und danach Trompeten). Bei der Bassarie Nr. 8 „Großer Herr, o starker König“ handelt es sich um die fast vollständig übernommene Bassarie Nr. 7 „Kron’ und Preis“ aus derselben Kantate (der Gesangspart wurde nur in einem Takt geändert). Ebenso wurden aus BWV 214 die Arie Nr. 5 und der Chor Nr. 9 verwendet. Wahrscheinlich hatte Bach bei der Komposition der Vorlagen die künftige Verwendung schon im Blick, da die aufwendigen, aber einmaligen Gelegenheitswerke nicht wiederaufgeführt werden konnten.

Beispiel für eine Bearbeitung: Oben die Vorlage, unten die Parodie (Arie Nr. 4)

Vorhandene Stücke im Parodieverfahren wieder zu verwenden, war zu Bachs Zeit keine Seltenheit. Dahinter stand die Überzeugung von der Einheit geistlicher und weltlicher Musik und die Bezugnahme auf einen vorgegebenen Kanon der Affekte, dazu eine handwerklich-schulmäßige Musikauffassung. Eine wertende Unterscheidung zwischen Original und Bearbeitung war den Komponisten des Barock fremd. In der Sturm-und-Drang-Zeit und der ihr folgenden Romantik wurde das Bild vom künstlerischen Originalgenie herrschend, das in unvermittelter Inspiration das Einmalig-Große schafft. Noch nach der Mitte des 20. Jahrhunderts empfanden führende Musiker die nicht-originäre Entstehungsweise des Weihnachts-Oratoriums als peinlich. Doch konnte diese Auffassung nicht verhindern, dass von allen größeren Werken Bachs das Weihnachts-Oratorium heute das populärste und am häufigsten aufgeführte ist. Auch in anderen späten Vokalwerken Bachs wie der H-Moll-Messe finden sich etliche Parodien.
Beim Parodie-Verfahren handelt es sich nicht um eine „Eins-zu-eins“-Übernahme der früheren Komposition mit neu unterlegtem Text. Bach transponiert die Stücke in andere Tonarten, verlangt dann auch andere Vokal- und Instrumentalbesetzungen und deutet den neuen Text an verschiedenen Stellen musikalisch neu aus. Gerade im Weihnachts-Oratorium ist der Orchesterpart äußerst farbig und kann als fast bildhaft gelten: Trompeten und Pauken symbolisieren die göttliche, Streicher und Flöten die himmlisch-englische Sphäre und die Oboen die Hirten (und damit wohl alle Menschen).
Im Abschnitt Übersicht werden die jeweiligen Vorlagen und Quellen für die parodierten Stücke in den Tabellen angegeben.

## Text

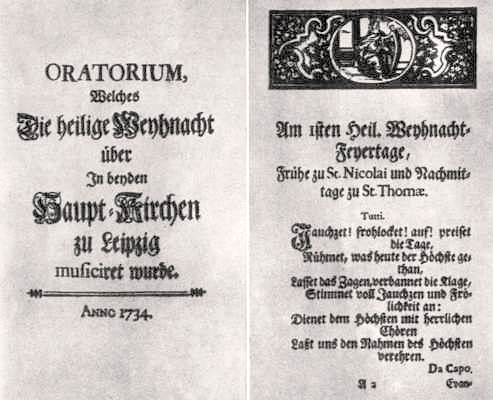
Titelseite und erste Seite des Librettos, Leipzig 1734

Die biblischen Texte stammen von den Evangelisten Lukas (Lk 2,1 +2,3-21 ) und Matthäus (Mt 2,1-12 ). Sie umfassen die Geburtsgeschichte, die Beschneidung und Namengebung und die Geschichte von den Weisen aus dem Morgenland. Nur die Hälfte der vertonten Bibeltexte entspricht der damaligen gottesdienstlichen Leseordnung. Bach greift offensichtlich die Tradition der älteren Weihnachtshistorien von Heinrich Schütz und anderen auf, die ebenfalls einen derartigen Textumfang zugrunde legen.
Von den 15 Choraltexten gehen fünf auf Paul Gerhardt (Nr. 5, 17, 23, 33, 59), drei auf Martin Luther (Nr. 7, 9, 28), drei auf Johann Rist (Nr. 12, 38/40, 42) und vier weitere auf verschiedene Textdichter zurück (Nr. 35, 46, 53, 64). Der Text der freien Stücke wird üblicherweise Bachs Leipziger Textdichter Picander zugeschrieben, dies ist aber nicht urkundlich belegt. Das Leipziger Libretto, das 1734 für die Gemeinde gedruckt wurde, nennt wie damals üblich weder Komponisten noch Textdichter. Picander hat auch den Text des Dramma per musica „Herkules auf dem Scheideweg“ (BWV 213) geschrieben, dessen Eingangschor und die Arie Schlafe, mein Liebster, und pflege der Ruh leicht verändert im Weihnachts-Oratorium übernommen wurden, nicht jedoch den Text des ebenfalls als Vorlage dienenden Dramma per musica BWV 214. Die Annahme, dass Picander sein eigenes Werk überarbeitet hat, ist unwahrscheinlich, da diese Gedichte später nicht in seinen gedruckten Sammelbänden erschienen sind. In der Regel wird angenommen, dass Bach gemeinsam mit oder unabhängig von Picander die Texte umgearbeitet hat, sodass Letzterer sie in dieser Form später nicht unter seinem Namen veröffentlichen mochte.
Wie in den anderen Oratorien und Kantaten Bachs kommt auch im Weihnachts-Oratorium dem Text die Funktion der Erzählung (narratio), Deutung (explicatio) und Aneignung (applicatio) zu. Häufig verknüpfen Stichwortverbindungen den erzählenden Bibeltext mit dem erklärenden Accompagnato und der auf persönliche Verinnerlichung zielenden Arie. Hinzu tritt als viertes Element der abschließende Choral als zusammenfassende Bestätigung. Dabei erweist sich Bach als Ausleger der Bibel, dessen Komposition eine reflektierte theologische Deutung widerspiegelt und als „klingende Predigt“ (praedicatio sonora) angelegt ist. Die manchmal etwas schwer verständliche, bildreiche Sprache der neu gedichteten Arien verdankt sich möglicherweise Einflüssen des Pietismus. Die frömmigkeitsgeschichtliche Verortung Bachs ist allerdings umstritten.

Rezitativ Nr. 55: Herodes heuchelt Anbetung

Die Art und Weise, wie Bach Musik und Text in Beziehung setzt, geschieht im Sinne der musikalischen Rhetorik. Basierend auf der barocken Affektenlehre wird der grundlegende Charakter eines Stücks durch die musikalische Form, Tempo, Dynamik, Tonartencharakteristik, rhythmische Gestaltung und Besetzung geprägt, während die Bedeutung einzelner Wörter durch einzelne rhetorische Stilfiguren musikalisch umgesetzt wird. So wird die für die Geburt des Gottessohnes unpassende Krippe mit einem Passus duriusculus in Form einer verminderten Septime dargestellt (Nr. 16 „Und das habt zum Zeichen“), durch die Aposiopesis (halbtaktige Pause und Fermate am Ende des Rezitativs Nr. 30) das Nachsinnen Marias illustriert und bricht die Katabasis bei den geheuchelten Worten des Herodes „dass ich auch komme und es anbete“ unvermittelt ab und lässt den Spitzenton d′ unbegleitet ohne Fundament (Nr. 55 „Da berief Herodes“).

## Aufführungspraxis und Rezeption
Nach Bachs Tod erbte Carl Philipp Emanuel Bach die autographe Partitur und die Originalstimmen. Über Carl Friedrich Zelter gelangten sie an die Sing-Akademie zu Berlin und wurden 1854 von der Königlichen Bibliothek zu Berlin erworben, der heutigen Staatsbibliothek zu Berlin. Johann Theodor Mosewius studierte in den 1840er Jahren einzelne Teile ein. Seine Wiederentdeckung verdankt das Weihnachts-Oratorium indes der Sing-Akademie zu Berlin, die das gesamte Werk am 17. Dezember 1857 unter Eduard Grell zum ersten Mal seit Bachs Tod in ihrem Konzerthaus hinter der Neuen Wache in Berlin-Mitte wieder aufführte, zugleich die erste Aufführung in einem nicht-liturgischen Rahmen. In den nächsten 100 Jahren erlangte das Werk aber noch nicht die gleiche Bekanntheit wie Bachs große Passionen. Erst nach und nach wurde es häufiger aufgeführt und erzielte schließlich ab der Mitte des 20. Jahrhunderts im Zuge der kirchenmusikalischen Erneuerungsbewegungen im In- und Ausland große Breitenwirkung.
In allen Teilen setzt Bach neben den Sängern Streicher (Violine I, II, Viola) und Basso continuo (Cello, Violone, Orgel und Fagott) ein. Diese ergänzt er in jedem der sechs Teile durch eine andere Kombination der Bläser: In den drei Teilen in D-Dur (1, 3 und 6) dominieren die festlichen Trompeten und Pauken, in Teil 4 die Hörner, in Teil 2 die pastoralen Flöten und Oboen und in Teil 5 die konzertanten Streicher. Meist setzt er auch zwei Oboen ein, die manchmal zu Oboen d’amore wechseln und im zweiten Teil durch zwei Oboen da caccia ergänzt werden.
Nach Auffassung der Musikwissenschaftler Joshua Rifkin und Andrew Parrott wurden das Weihnachtsoratorium und die Kantaten zu Bachs Zeit nicht mit einem Chor in heutigem Sinne, sondern lediglich mit Solisten aufgeführt, die auch die Chorstimmen sangen. Andere Vertreter der historischen Aufführungspraxis wie Ton Koopman haben dieser Theorie jedoch widersprochen und setzen nach wie vor einen kleinen Chor ein.
Aufführungen der Gegenwart gehen in der Regel von der Initiative größerer Chöre aus Amateursängern aus. Solistische Aufführungen werden meist von professionellen Ensembles durchgeführt.
Eine singende Teilnahme der Zuhörer in den Chorälen war zu Bachs Zeiten nicht üblich und ist es auch heute nicht. Heute werden im Konzertwesen oft die Teile 1 bis 3, die Teile 4 bis 6 oder 1 bis 3 und 6 (beliebt wegen der einheitlichen Instrumentierung) in einem Konzert aufgeführt, meistens in der Adventszeit, also bestimmungsfremd in den Wochen vor Weihnachten. Dies liegt an den geänderten kirchenmusikalischen Rahmenbedingungen, die diese Musik aus dem liturgischen in den konzertanten Rahmen versetzt haben; nur selten wird heute noch Bachs Plan realisiert, die einzelnen Teile an verschiedenen Sonn- und Feiertagen an und nach Weihnachten zu musizieren. Das 275. Jubiläum der Uraufführung im Jahr 2009 war ein Anlass, in Leipzig die Teile wie zu Bachs Zeit zu den einzelnen Festtagen in den beiden Kirchen im Gottesdienst aufzuführen. Die Idee des Wanderoratoriums, bei dem die sechs Teile von verschiedenen Ensembles an sechs Tagen zwischen Weihnachten und Epiphanias aufgeführt werden, wurde 2008/2009 in Berlin-Spandau realisiert. Ähnliche Projekte mit sechs Kantaten in sechs Kirchen, allerdings mit demselben Orchester und identischem Solistenensemble, wurden vom 25. Dezember 2010 bis zum 6. Januar 2011 und erneut 2012/2013 im Kirchenkreis Berlin-Neukölln und in Rostock durchgeführt. Zum Weihnachtsfest 2012/13 und 2024/25 wurden alle 6 Kantaten des Weihnachts-Oratoriums in den Gottesdiensten in der Georgenkirche zu Eisenach (Bachs Taufkirche) durch den Bachchor Eisenach aufgeführt.
Der Jazz-Musiker Bill Dobbins erstellte ein Jazz-Arrangement des Weihnachtsoratoriums. Beim Label signum classics ist der Live-Mitschnitt einer Aufführung erschienen, Interpreten sind die King’s Singers und die WDR Big Band unter der Leitung von Bill Dobbins.
Göran Tunström hat 1983 einen Roman mit dem Titel „Juloratoriet“ („Weihnachtsoratorium“) geschrieben, der auch Grundlage des gleichnamigen schwedischen Films (1996) war.
Der Fernsehfilm Bach – Ein Weihnachtswunder von 2024 erzählt eine fiktive Geschichte rund um die Entstehung des Weihnachtsoratoriums. Die Hauptrollen in der ARD/ORF-Produktion unter der Regie von Florian Baxmeyer übernahmen Devid Striesow (Johann Sebastian Bach) und Verena Altenberger (Anna Magdalena Bach).

## Übersicht

### Teil I: „Jauchzet, frohlocket, auf, preiset die Tage“

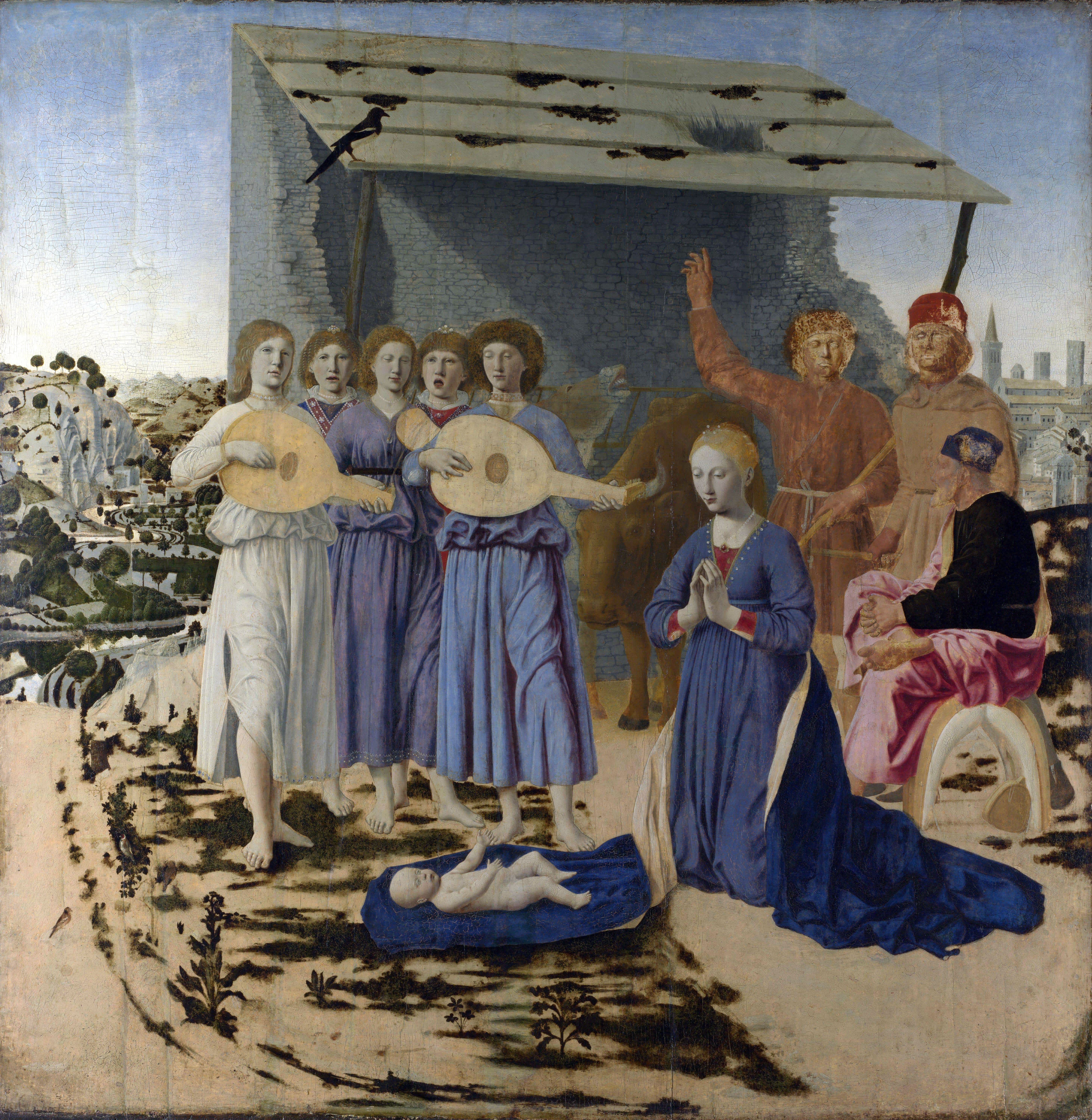
Piero della Francesca, Geburt Christi, 1460–1475

Besetzung: Soli, Chor, 3 Trompeten, Pauken, 2 Traversflöten, 2 Oboen (auch als Oboen d’amore), Streicher, Basso continuo
Vorgesehener Aufführungszeitpunkt: 1. Weihnachtstag (25. Dezember)
Inhalt:
Im ersten Teil wird die Geburt Jesu dargestellt. Bach eröffnet diesen Teil und damit das Oratorium wie die meisten seiner Kantaten mit einem groß angelegten Eingangschor, hier mit Pauken und Trompeten. „Jauchzet, frohlocket“, die Gemeinde wird sofort unmittelbar angesprochen und in das aktuelle Geschehen einbezogen: „rühmet, was heute der Höchste getan“. Die Weihnachtsgeschichte beginnt damit, dass Maria und Joseph durch ein Gebot des Kaisers Augustus gezwungen waren, ihre Heimat Galiläa zu verlassen und sich in Josephs Geburtsort Bethlehem zählen zu lassen (Nr. 2). Angestoßen durch diese äußere Bewegung spiegelt die Alt-Arie „Bereite dich, Zion“ die innere adventliche Sehnsucht wider und gibt eine erste Ahnung von der Größe des Bevorstehenden. „Zion“ wird entsprechend altchristlicher Tradition und der Brautmystik zu einem Bild für die christliche Gemeinde, die als Braut auf ihren Bräutigam (= Christus) wartet. Dass beim Choral Wie soll ich dich empfangen von Paul Gerhardt nicht die heute übliche Choralmelodie von Johann Crüger (1653), sondern die von O Haupt voll Blut und Wunden (ursprünglich Mein G’müt ist mir verwirret, Hans Leo Haßler, 1601) erklingt, wurde früher theologisch dahingehend ausgedeutet, dass mit der Menschwerdung bereits das Leiden beginne und bei der Krippe bereits an das Kreuz erinnert werde. Die neuere Bachforschung hat jedoch nachgewiesen, dass dies die übliche Melodie in den Leipziger und Dresdner Gesangbüchern war.
Das Rezitativ „Und sie gebar ihren ersten Sohn“ (Nr. 6) berichtet von Jesu Geburt. Indem Bach beim Wort „Krippe“ in die Tonart d-Moll ausweicht und nicht das erwartete D-Dur verwendet, wird die tiefe Erniedrigung in der Menschwerdung Christi zum Ausdruck gebracht. Demgegenüber preist die Arie „Großer Herr, o starker König“ (Nr. 8) hymnisch die Majestät Gottes. Darauf weisen die Tonart D-Dur, die gebrochenen Dreiklänge in der Trompete und die zahlreichen Oktavsprünge im Continuo, die die Totalität Gottes illustrieren. Bei den Worten „muss in harten Krippen schlafen“ verstummt die Trompete und versinnbildlichen die Synkopen, wie unpassend diese Erniedrigung für den ewigen Gottessohn ist. Teil I schließt mit der Bitte, als ständige Erinnerung das eigene Herz zu einer Krippe werden zu lassen, wobei die Melodie von „Vom Himmel hoch“ Verwendung findet. Am Schluss aller Teile steht, wie in den meisten Kantaten Bachs, ein Choral, dem sich nur in Teil III die Wiederholung des Eingangschors anschließt. Im Oratorium wird der Schlusschoral an den meisten Festtagen (I, II, IV und VI) bereichert durch die jeweils konzertierenden Instrumente, hier die Trompeten.
| Nr. | Form                                          | Tonart                              | Takt                                | Textbeginn                                                  | Instrumentation | Quelle                                                                     |
| --- | --------------------------------------------- | ----------------------------------- | ----------------------------------- | ----------------------------------------------------------- | --- | -------------------------------------------------------------------------- |
| 1   | Chor                                          | D-Dur                               | 3/8                                 | Jauchzet, frohlocket, auf, preiset die Tage                 | 3 Trompeten, Pauken, 2 Traversflöten, 2 Oboen, Streicher (Violine I, II, Viola) und Continuo (Cello, Violone, Orgel und Fagott) | BWV 214/1: Chor, Tönet, ihr Pauken! Erschallet, Trompeten!                 |
| 2   | Secco-Rezitativ (Evangelist, Tenor)           | Secco-Rezitativ (Evangelist, Tenor) | Secco-Rezitativ (Evangelist, Tenor) | Es begab sich aber zu der Zeit                              | Continuo | Text: Lk 2,1+3–6                                                           |
| 3   | Accompagnato-Rezitativ (Alt)                  | Accompagnato-Rezitativ (Alt)        | Accompagnato-Rezitativ (Alt)        | Nun wird mein liebster Bräutigam                            | 2 Oboen d’amore, Continuo |                                                                            |
| 4   | Arie (Alt)                                    | a-Moll/ C-Dur                       | 3/8                                 | Bereite dich, Zion, mit zärtlichen Trieben                  | Oboe d’amore, Violine, Continuo                                                                                                 | BWV 213/9: Arie, Ich will dich nicht hören, ich will/mag dich nicht wissen |
| 5   | Choral                                        | E-Phrygisch                         | C (4/4)                             | Wie soll ich dich empfangen                                 | 2 Traversflöten, 2 Oboen, Streicher, Continuo                                                                                   | Text: Paul Gerhardt, 1653                                                  |
| 6   | Secco-Rezitativ (Evangelist, Tenor)           | Secco-Rezitativ (Evangelist, Tenor) | Secco-Rezitativ (Evangelist, Tenor) | Und sie gebar ihren ersten Sohn                             | Continuo | Text: Lk 2,7                                                               |
| 7   | Choral (Sopran) Accompagnato-Rezitativ (Bass) | G-Dur                               | 3/4 C                               | Er ist auf Erden kommen arm Wer will die Liebe recht erhöhn | 2 Oboen d’amore, Continuo | Text (Choral): Martin Luther, 1524                                         |
| 8   | Arie (Bass)                                   | D-Dur                               | 2/4                                 | Großer Herr, o starker König                                | Trompete, Traversflöte, Streicher, Continuo                                                                                     | BWV 214/7: Arie, Kron und Preis gekrönter Damen                            |
| 9   | Choral                                        | D-Dur                               | C (4/4)                             | Ach mein herzliebes Jesulein                                | 3 Trompeten, Pauken, 2 Traversflöten, 2 Oboen, Streicher und Continuo (Cello, Violone, Orgel und Fagott)                        | Text: Martin Luther, 1535                                                  |

### Teil II: „Und es waren Hirten in derselben Gegend“

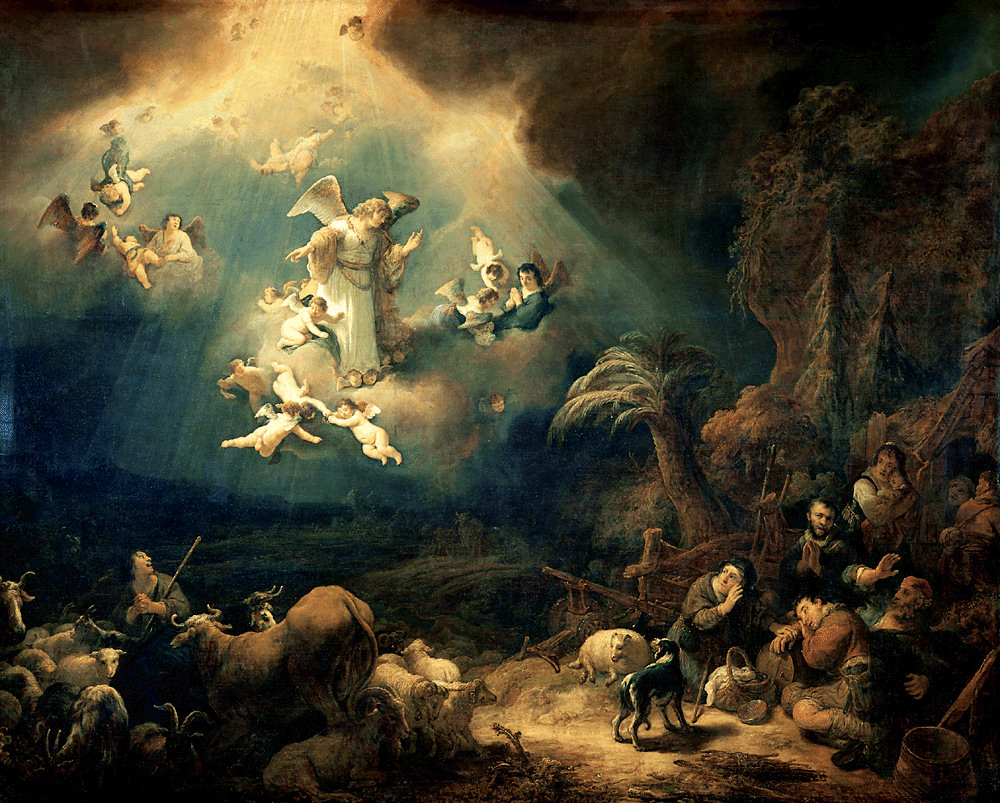
Govaert Flinck, Ankündigung an die Hirten, 1639

Besetzung: Soli, Chor, 2 Traversflöten, 2 Oboen d’amore, 2 Oboen da caccia, Streicher, Basso continuo
Vorgesehener Aufführungszeitpunkt: 2. Weihnachtstag (26. Dezember)
Inhalt:
Der zweite Teil handelt von der Nachricht der Geburt Jesu an die Hirten. Anders als in allen anderen Teilen, in denen ein Chorsatz am Anfang steht, erklingt in dieser nächtlichen Szene eine reine Instrumentalmusik, überschrieben Sinfonia, nach Art einer Pastorale im punktierten Siciliano-Rhythmus. Flöten und Streicher versinnbildlichen eine himmlische Engelsmusik und die Oboen eine volkstümliche Hirtenmusik; die Bereiche erscheinen gegenübergestellt. Die Oboen imitieren mit ihren schlichten Terzmelodien den Klang der Schalmei, eines typischen Hirteninstruments, und die lang angehaltenen tiefen Töne den Bordunbass. In der Nacht erscheint zum Schrecken der Hirten ein Engel (Nr. 11). Sein Glanz wird durch den Choral „Brich an, o schönes Morgenlicht“ dargestellt, der nicht erschrecken, sondern erleuchten soll.
Im Rezitativ Nr. 13 verkündet der Engel als Sopran-Soliloquent in den höchsten Tönen (bis zum a′′) die Geburt Christi. Im anschließenden Bass-Rezitativ wird die alttestamentliche Verheißung an Abraham aus (Gen 12,2 ) in Erinnerung gerufen, die nun ihre Erfüllung gefunden hat und den Hirten verkündet wird. Die zweiteilige Tenor-Arie Nr. 15 kann als angemessene Antwort darauf verstanden werden, indem sich die Hirten gegenseitig zur Eile ermahnen, das Kind zu sehen. Die laufenden Sechzehntel-Figuren, die sich zu Zweiunddreißigstel-Läufen steigern, malen ihre schnelle Bewegung aus. Die hochvirtuosen Melismen haben die Freude zum Grundaffekt. Eigentümlicherweise übernimmt der Evangelist im Secco die Fortsetzung des Engelzitats, den Fund des Kindes in der Krippe (Nr. 16). Bach setzt den Choral „Schaut hin, dort liegt im finstren Stall“ tief in der Subdominante, was die Erniedrigung des Gottessohnes zum Ausdruck bringt. Der Choral steht im Zentrum von Teil II und damit im Zentrum der weihnachtlichen Hälfte der Teile I bis III.
Die Bassstimme fordert dazu auf (Nr. 18), zum Stall zu gehen und dem Kind an der Wiege ein Lied zu singen. Nachdem Maria das Wiegenlied „Schlafe, mein Liebster“ gesungen hat, jubilieren die Heerscharen der Engel in einem großen motettischen Tutti-Chor mit langen Melismen „Ehre sei Gott in der Höhe“ (Nr. 21). Damit kontrastiert im Piano-Mittelteil der „Friede auf Erden“, den das Kind bringt. Bach malt den Frieden durch absteigende Figuren der Katabasis aus, während das Continuo orgelpunktartig mit lang anhaltenden Noten zur Ruhe findet. Der Schlusschoral „Wir singen dir in deinem Heer“ greift den tänzerischen Rhythmus der Sinfonia und die Melodie von „Vom Himmel hoch“ auf, macht durch die Instrumentierung der im Oktavabstand spielenden Flöten und Oboen aber deutlich, dass sich himmlische und irdische Musik jetzt nicht mehr gegenüberstehen, sondern zum gemeinsamen Gloria vereinen.
In diesem Teil zeigt sich, dass Bach an der Entwicklung neuer Instrumente interessiert war. Er förderte z. B. den Bau der Oboe d’amore, die durch die tiefere A-Stimmung und den kugelartigen Schallbecher einen gedeckten, besonders süßen Klang aufweist. Ebenso förderte er den Bau der Oboe da caccia durch den Leipziger Instrumentenbauer Johann Eichentopf. Hier ergibt sich durch eine halbrunde Form mit Messingschallbecher ein dunkler Ton mit feinem, metallischem Glanz.
| Nr. | Form                                                      | Tonart                                                    | Takt                                                      | Textbeginn                                        | Instrumentation                                                                                | Quelle                                                                              |
| --- | --------------------------------------------------------- | --------------------------------------------------------- | --------------------------------------------------------- | ------------------------------------------------- | ---------------------------------------------------------------------------------------------- | ----------------------------------------------------------------------------------- |
| 10  | Sinfonia                                                  | G-Dur                                                     | 12/8                                                      | —                                                 | 2 Traversflöten, 2 Oboen d’amore, 2 Oboen da caccia, Streicher und Continuo                    |                                                                                     |
| 11  | Secco-Rezitativ (Evangelist, Tenor)                       | Secco-Rezitativ (Evangelist, Tenor)                       | Secco-Rezitativ (Evangelist, Tenor)                       | Und es waren Hirten in derselben Gegend           | Continuo                                                                                       | Text: Lk 2,8–9                                                                      |
| 12  | Choral                                                    | G-Dur                                                     | C (4/4)                                                   | Brich an, o schönes Morgenlicht                   | 2 Traversflöten, 2 Oboen d’amore, 2 Oboen da caccia, Streicher, Continuo                       | Text: Johann Rist, 1641                                                             |
| 13  | Accompagnato-Rezitativ (Evangelist, Tenor; Engel, Sopran) | Accompagnato-Rezitativ (Evangelist, Tenor; Engel, Sopran) | Accompagnato-Rezitativ (Evangelist, Tenor; Engel, Sopran) | Und der Engel sprach zu ihnen Fürchtet euch nicht | Streicher, Continuo                                                                            | Text: Lk 2,10–11                                                                    |
| 14  | Accompagnato-Rezitativ (Bass)                             | Accompagnato-Rezitativ (Bass)                             | Accompagnato-Rezitativ (Bass)                             | Was Gott dem Abraham verheißen                    | 2 Oboen d’amore, 2 Oboen da caccia, Streicher, Continuo                                        |                                                                                     |
| 15  | Arie (Tenor)                                              | e-Moll                                                    | 3/8                                                       | Frohe Hirten, eilt, ach eilet                     | Traversflöte, Continuo                                                                         | BWV 214/5: Arie, Fromme Musen! meine Glieder!                                       |
| 16  | Secco-Rezitativ (Evangelist, Tenor)                       | Secco-Rezitativ (Evangelist, Tenor)                       | Secco-Rezitativ (Evangelist, Tenor)                       | Und das habt zum Zeichen                          | Continuo                                                                                       | Text: Lk 2,12                                                                       |
| 17  | Choral                                                    | C-Dur                                                     | C (4/4)                                                   | Schaut hin, dort liegt im finstern Stall          | 2 Traversflöten, 2 Oboen d’amore, 2 Oboen da caccia, Streicher, Continuo                       | Text: Paul Gerhardt, 1667                                                           |
| 18  | Accompagnato-Rezitativ (Bass)                             | C-Dur/ G-Dur                                              |                                                           | So geht denn hin, ihr Hirten, geht                | 2 Oboen d’amore, 2 Oboen da caccia, Continuo                                                   |                                                                                     |
| 19  | Arie (Alt)                                                | G-Dur/ e-Moll                                             | 2/4                                                       | Schlafe, mein Liebster, genieße der Ruh’          | Traversflöte (Colla parte, oktaviert), 2 Oboen d’amore, 2 Oboen da caccia, Streicher, Continuo | BWV 213/3: Arie, Schlafe, mein Lieb(st)er, und pflege der Ruh                       |
| 20  | Secco-Rezitativ (Evangelist, Tenor)                       | Secco-Rezitativ (Evangelist, Tenor)                       | Secco-Rezitativ (Evangelist, Tenor)                       | Und alsobald war da bei dem Engel                 | Continuo                                                                                       | Text: Lk 2,13                                                                       |
| 21  | Chor                                                      | G-Dur                                                     | Alla breve (2/2)                                          | Ehre sei Gott in der Höhe                         | 2 Traversflöten, 2 Oboen d’amore, 2 Oboen da caccia, Streicher, Continuo                       | Text: Lk 2,14 ; BWV 247/33b Kreuzige ihn möglicherweise Parodievorlage, aber unklar |
| 22  | Secco-Rezitativ (Bass)                                    | Secco-Rezitativ (Bass)                                    | Secco-Rezitativ (Bass)                                    | So recht, ihr Engel, jauchzt und singet           | Continuo                                                                                       |                                                                                     |
| 23  | Choral                                                    | G-Dur                                                     | 12/8                                                      | Wir singen dir in deinem Heer                     | 2 Traversflöten, 2 Oboen d’amore, 2 Oboen da caccia, Streicher und Continuo                    | Text: Paul Gerhardt, 1656                                                           |

### Teil III: „Herrscher des Himmels, erhöre das Lallen“

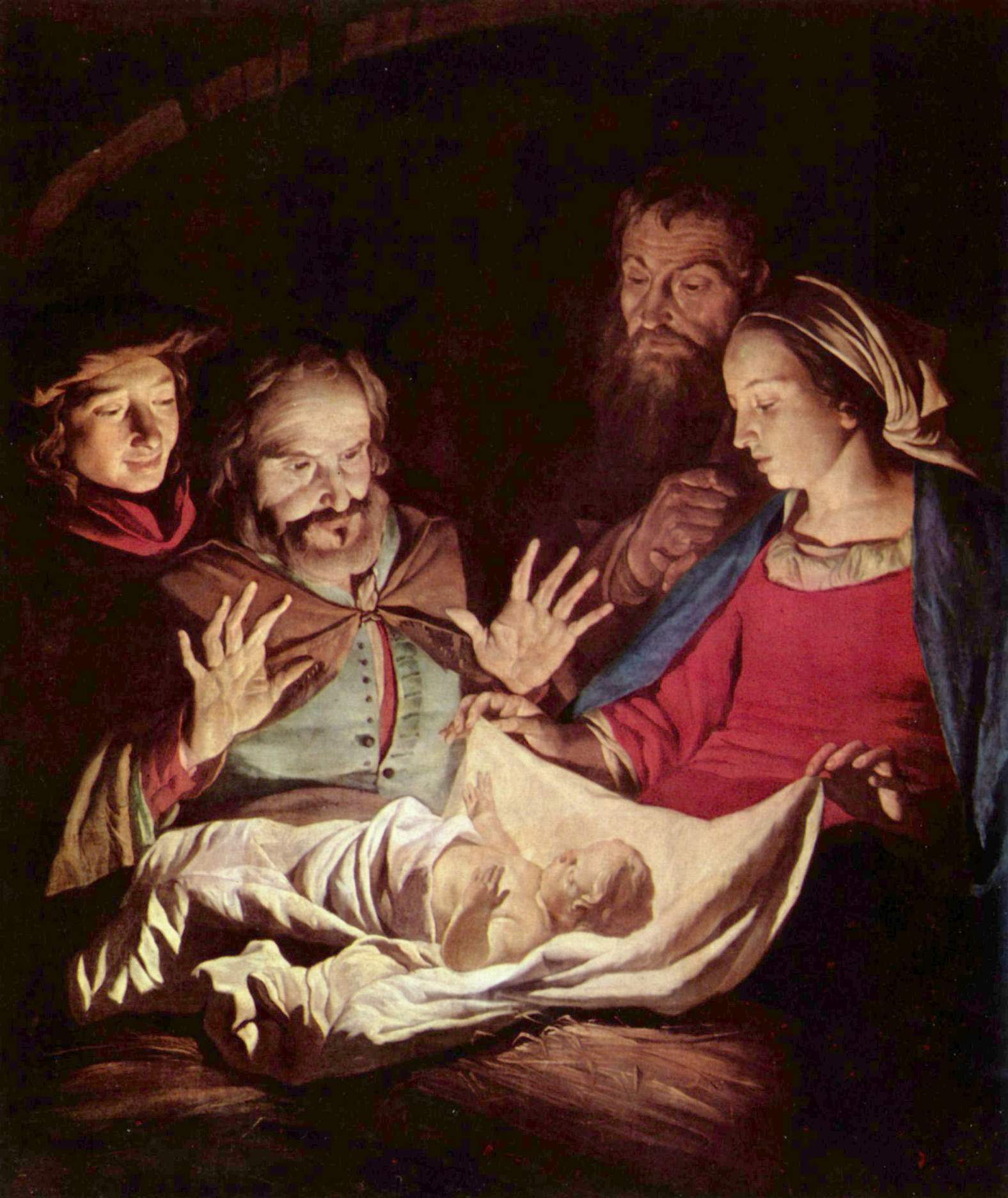
Matthias Stomer, Anbetung der Hirten, Mitte 17. Jh.

Besetzung: Soli, Chor, 3 Trompeten, Pauken, 2 Traversflöten, 2 Oboen (auch als Oboen d’amore), Streicher, Basso continuo
Vorgesehener Aufführungszeitpunkt: 3. Weihnachtstag (27. Dezember)
Inhalt:
Der dritte Teil beschließt die eigentliche Geschichte der Weihnachtsnacht mit der Anbetung durch die Hirten im Stall zu Bethlehem. Der festliche Eingangschor mit voller instrumentaler Besetzung preist den „Herrscher des Himmels“, wobei nur indirekt auf das Weihnachtsgeschehen Bezug genommen wird. Nach dem Verschwinden der Engel (Nr. 25) machen sich die Hirten auf den Weg nach Bethlehem, indem sie sich gegenseitig auffordern: „Lasset uns nun gehen“. Die fast ununterbrochenen Achtelläufe im Continuo und die Sechzehntelketten der begleitenden Instrumentalstimmen veranschaulichen plastisch die Bewegung der Hirten, die zunächst gegenläufig ist, dann aber zu einer gemeinsamen Richtung findet. Im Accompagnato-Rezitativ (Nr. 27 „Er hat sein Volk getröst'“) wird die Erlösung des Gottesvolkes als der heilsgeschichtliche Zweck der Geburt Christi ausgewiesen, was durch den Einsatz der Flöten, die für den himmlischen Bereich stehen, unterstrichen wird. Im folgenden Choral wird dem Zuhörer die Antwort auf das Geschenk der Liebe Gottes in den Mund gelegt: „Dies hat er alles uns getan“.
In dem Duett „Herr, dein Mitleid“ (Nr. 29), das Bach gegenüber der Vorlage eingreifend umgearbeitet hat, preisen die Hirten unter Oboenbegleitung Gottes barmherzige Hinwendung zum Menschen. Im Mittelteil dieser Arie (Takt 120–126) wird Gottes Herablassung zu Weihnachten dadurch veranschaulicht, dass die charakteristischen Tonrepetitionen im Continuo über zwei Oktaven hinabsteigen. Nachdem sich die Vorhersage des Engels bestätigt, verbreiten die Hirten die frohe Nachricht weiter (Nr. 30). In einem zweiten Wiegenlied (vgl. Nr. 19) versucht Maria, alles Gehörte meditativ zu verinnerlichen (Nr. 31 „Schließe, mein Herze, dies selige Wunder fest in deinen Glauben ein“), um danach zu bekennen: „Ja, ja, mein Herz soll es bewahren“ (Nr. 32). Der kraftvolle Choral „Ich will dich mit Fleiß bewahren“ greift diesen Gedanken auf und zielt auf existentiale Aneignung des Gehörten. Der Evangelist berichtet von der fröhlichen Rückkehr der Hirten (Nr. 34). Darauf folgt der sich steigernde, aufwärtsstrebende Choral „Seid froh dieweil“ als Aufruf an alle Christen. Die „erste Hälfte“ des Weihnachtsoratoriums schließt mit der Wiederholung des Eingangschors „Herrscher des Himmels“. Auch durch die Rahmung der Tonart D-Dur im ersten und dritten Teil gewinnen die Teile I–III besondere Geschlossenheit.
| Nr.        | Form                                | Tonart                              | Takt                                | Textbeginn                                   | Instrumentation                                                       | Quelle |
| ---------- | ----------------------------------- | ----------------------------------- | ----------------------------------- | -------------------------------------------- | --------------------------------------------------------------------- | --- |
| 24         | Chor                                | D-Dur                               | 3/8                                 | Herrscher des Himmels, erhöre das Lallen     | 3 Trompeten, Pauken, 2 Traversflöten, 2 Oboen, Streicher und Continuo | BWV 214/9: Chor, Blühet, ihr Linden in Sachsen, wie Zedern                                                                                           |
| 25         | Secco-Rezitativ (Evangelist, Tenor) | Secco-Rezitativ (Evangelist, Tenor) | Secco-Rezitativ (Evangelist, Tenor) | Und da die Engel von ihnen gen Himmel fuhren | Continuo                                                              | Text: Lk 2,15 |
| 26         | Chor                                | A-Dur                               | 3/4                                 | Lasset uns nun gehen gen Bethlehem           | 2 Traversflöten, 2 Oboen d’amore, Streicher, Continuo                 | BWV 247/2b+25b?, Ja nicht auf das Fest und Wir haben gehöret, daß er saget: Ich will den Tempel mögliche Parodievorlage, aber unklar                 |
| 27         | Accompagnato-Rezitativ (Bass)       | A-Dur                               |                                     | Er hat sein Volk getröst’                    | 2 Traversflöten, Continuo                                             | |
| 28         | Choral                              | D-Dur                               | C (4/4)                             | Dies hat er alles uns getan                  | 2 Traversflöten, 2 Oboen, Streicher, Continuo                         | Text: Martin Luther, 1524 |
| 29         | Duett (Sopran, Bass)                | A-Dur                               | 3/8                                 | Herr, dein Mitleid, dein Erbarmen            | 2 Oboen d’amore, Continuo                                             | BWV 213/11: Arie, Ich bin deine, du bist meine; möglicherweise ist die Vorlage bereits eine Parodie                                                  |
| 30         | Secco-Rezitativ (Evangelist, Tenor) | Secco-Rezitativ (Evangelist, Tenor) | Secco-Rezitativ (Evangelist, Tenor) | Und sie kamen eilend                         | Continuo                                                              | Text: Lk 2,16–19 |
| 31         | Arie (Alt)                          | h-Moll                              | 2/4                                 | Schließe, mein Herze, dies selige Wunder     | Violine solo, Continuo                                                | neu komponiert (zunächst war eine Parodie von BWV 215/7, Durch die von Eifer entflammeten Waffen, geplant, die dann aber für Nr. 47 verwendet wurde) |
| 32         | Accompagnato-Rezitativ (Alt)        | Accompagnato-Rezitativ (Alt)        | Accompagnato-Rezitativ (Alt)        | Ja, ja, mein Herz soll es bewahren           | 2 Traversflöten, Continuo                                             | |
| 33         | Choral                              | G-Dur                               | C (4/4)                             | Ich will dich mit Fleiß bewahren             | 2 Traversflöten, 2 Oboen, Streicher, Continuo                         | Text: Paul Gerhardt, 1653 |
| 34         | Secco-Rezitativ (Evangelist, Tenor) | Secco-Rezitativ (Evangelist, Tenor) | Secco-Rezitativ (Evangelist, Tenor) | Und die Hirten kehrten wieder um             | Continuo                                                              | Text: Lk 2,20 |
| 35         | Choral                              | fis-Moll                            | C (4/4)                             | Seid froh dieweil                            | 2 Traversflöten, 2 Oboen, Streicher, Continuo                         | Text: Christoph Runge, 1653 |
| 24 da capo | Chor                                | D-Dur                               | 3/8                                 | Herrscher des Himmels, erhöre das Lallen     | 3 Trompeten, Pauken, 2 Traversflöten, 2 Oboen, Streicher und Continuo | BWV 214: Chor, Blühet, ihr Linden in Sachsen, wie Zedern                                                                                             |

### Teil IV: „Fallt mit Danken, fallt mit Loben“

Rembrandt van Rijn, Beschneidung Christi, 1661

Besetzung: Soli, Chor, 2 Hörner (Corno da caccia), 2 Oboen, Streicher, Basso continuo
Vorgesehener Aufführungszeitpunkt: Neujahr (1. Januar; Fest der Beschneidung Christi)
Inhalt:
Durch die andere Besetzung mit dem Hörnerklang und die dadurch resultierende Tonart F-Dur erhält der vierte Teil des Weihnachts-Oratoriums einen eigenen Charakter. Deswegen wird er heute oft nicht gemeinsam mit den anderen Teilen konzertiert. Es liegt nur ein einziger Bibelvers zugrunde, sodass das dramatische Element weniger stark als in den anderen Teilen im Vordergrund steht. Verbunden mit der Beschneidung ist die Namensgebung, die in Teil IV in feierlicher wie meditativer Weise besungen wird. Der Eingangschor ermuntert, Gott zu danken, weil sein Sohn „Heiland und Erlöser“ werden will. Der Evangelist berichtet von der Beschneidung, bei der das Neugeborene den Namen Jesus erhält. In Nr. 38 und 40 wird jeweils ein Bass-Rezitativ mit einem Arioso-Choral (Sopran) kombiniert und die innige Verbindung des Gläubigen mit Jesus auf empfindsame Art und Weise zum Ausdruck gebracht, die selbst im Tod kein Ende findet. Auf diese Weise schlägt Teil IV die Brücke zur Passionsgeschichte. Wahrscheinlich liegt eine Anspielung auf die weihnachtliche Erzählung vom sterbensalten Simeon vor, der in Marias Kind die Erfüllung der alttestamentlichen und seiner persönlichen Hoffnung sah.
Die Echo-Sopranarie steht im symmetrischen Aufbau zentral. Sie bekräftigt, dass der Name des Heilands nicht den geringsten Schrecken einflößen kann, indem die verschiedenen Fragen des Gläubigen durch den Zuspruch des Christuskindes im Echo beantwortet werden. Nach dem kontemplativen Mittelteil (Nr. 38–40) wechseln Tempo und Affekt: Die schnellen Sechzehntel-Ketten der Tenorarie illustrieren die neu gewonnene Zuversicht und das Bekenntnis, für den Heiland leben zu wollen. Einher geht der Wunsch, dies in angemessener und würdiger Weise tun zu können. Ein konzertanter Choral schließt den Teil IV mit der Bitte um Jesu Beistand ab; auch hier steht der Jesus-Name wieder zentral.
| Nr. | Form                                                 | Tonart                                               | Takt                                                 | Textbeginn                                                 | Instrumentation                           | Quelle |
| --- | ---------------------------------------------------- | ---------------------------------------------------- | ---------------------------------------------------- | ---------------------------------------------------------- | ----------------------------------------- | --- |
| 36  | Chor                                                 | F-Dur                                                | 3/8                                                  | Fallt mit Danken, fallt mit Loben                          | 2 Hörner, 2 Oboen, Streicher und Continuo | BWV 213/1: Chor, Lasst uns sorgen, lasst uns wachen |
| 37  | Secco-Rezitativ (Evangelist, Tenor)                  | Secco-Rezitativ (Evangelist, Tenor)                  | Secco-Rezitativ (Evangelist, Tenor)                  | Und da acht Tage um waren                                  | Continuo                                  | Text: Lk 2,21 |
| 38  | Accompagnato-Rezitativ (Bass) Arioso-Choral (Sopran) | Accompagnato-Rezitativ (Bass) Arioso-Choral (Sopran) | Accompagnato-Rezitativ (Bass) Arioso-Choral (Sopran) | Immanuel, o süßes Wort Jesu, du mein liebstes Leben        | Streicher, Continuo                       | Text: Johann Rist, 1642 |
| 39  | Arie (Sopran & Echo-Sopran)                          | C-Dur                                                | 6/8                                                  | Flößt, mein Heiland, flößt dein Namen                      | Oboe solo, Continuo                       | BWV 213/5: Arie, Treues Echo dieser Orten; stammt möglicherweise aus verschollener Glückwunschkantate BWV Anh. 11, Es lebe der König, der Vater im Lande |
| 40  | Accompagnato-Rezitativ (Bass) Arioso-Choral (Sopran) | Accompagnato-Rezitativ (Bass) Arioso-Choral (Sopran) | Accompagnato-Rezitativ (Bass) Arioso-Choral (Sopran) | Wohlan, dein Name soll allein Jesu, meine Freud' und Wonne | Streicher, Continuo                       | Text: Johann Rist, 1642 |
| 41  | Arie (Tenor)                                         | d-Moll                                               | C (4/4)                                              | Ich will nur dir zu Ehren leben                            | 2 Violinen, Continuo                      | BWV 213/7: Arie, Auf meinen Flügeln sollst du schweben                                                                                                   |
| 42  | Choral                                               | F-Dur                                                | 3/4                                                  | Jesus richte mein Beginnen                                 | 2 Hörner, 2 Oboen, Streicher und Continuo | Text: Johann Rist, 1642 |

### Teil V: „Ehre sei dir, Gott, gesungen“

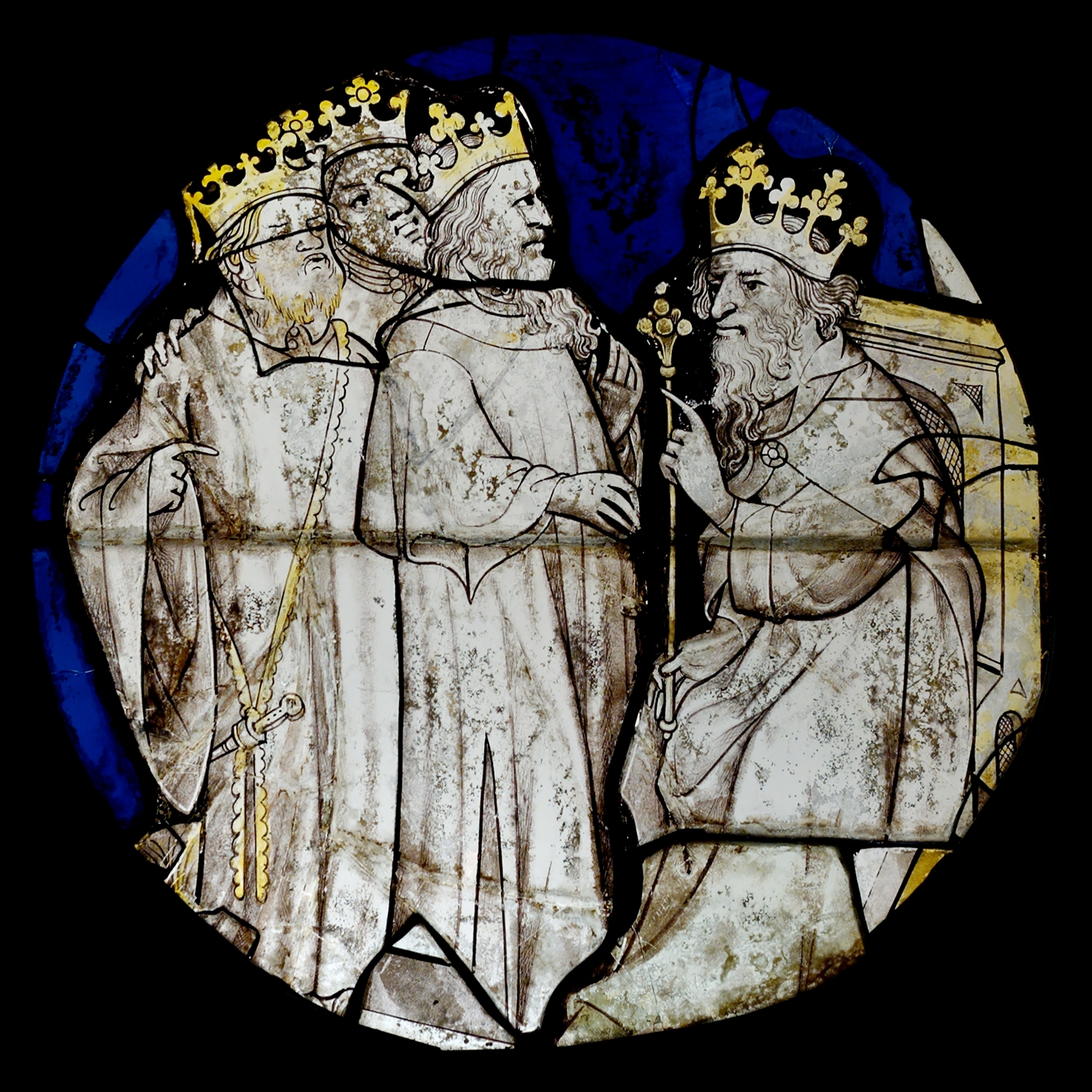
Die drei Magier vor Herodes, Frankreich, frühes 15. Jh.

Besetzung: Soli, Chor, 2 Oboen d’amore, Streicher, Basso continuo
Vorgesehener Aufführungszeitpunkt: Erster Sonntag nach Neujahr
Inhalt:
In Teil V und VI steht der Besuch der Weisen aus dem Morgenland im Mittelpunkt. Teil V ist als einziger für einen gewöhnlichen Sonntagsgottesdienst vorgesehen und endet vielleicht aus diesem Grund mit einem einfachen Choral. Die Instrumentation ist im Vergleich mit den anderen Teilen schlicht (Oboen und Streicher). Brachte Teil II in der Subdominante G-Dur die tiefe Erniedrigung der Menschwerdung Christi zum Ausdruck, steht die Dominante A-Dur im fünften Teil für das strahlende Licht des neugeborenen Königs. Eindrücklich wird dies bereits in dem lebhaften Eingangschor, der das universale Gottlob zum Gegenstand hat. Der Evangelist berichtet von der Ankunft der Weisen (Nr. 44), die in einem Turba-Chor den König Herodes nach dem „neugebornen König der Juden“ fragen, auf den der Stern hingewiesen habe (Nr. 45). Nachdem ein Choral von Jesu Glanz berichtet, der „all Finsternis verzehrt“, wird in einer Bassarie (Nr. 47) die Erscheinung des Stern als Gleichnis gedeutet, indem um Erleuchtung der „finstren Sinne“ im eigenen Leben gebeten wird. Der Schrecken, der Herodes überfällt, wird im Rezitativ bei den Worten „erschrak er“ im Spitzenton a′ hörbar (Nr. 48).
Im folgenden Accompagnato-Rezitativ (Nr. 49) erreicht die Dramatik ihren Höhepunkt, wenn die Streicher im Tremolo das Zittern des Herodes darstellen, der sich eigentlich über Jesu Geburt freuen sollte. Als Herodes sich von den Hohepriestern und Schriftgelehrten die Weissagung aus Mi 5,1  erklären lässt, dass aus Bethlehem der Herr über das Volk Israel kommen soll (Nr. 50), setzt Bach nicht den Chor ein, sondern weist (wie schon in Nr. 16) dem Evangelisten die direkte Rede zu. Das Arioso beim Prophetenzitat zeichnet sich durch eine feierliche Würde aus.
In einem bewegenden Terzett wird die menschliche Sehnsucht nach dem Erscheinen Gottes in Form eines Dialogs zum Ausdruck gebracht: Während Sopran und Tenor unentwegt und schwermütig um Jesu Kommen bitten – über 50-mal ertönt der Seufzer „ach!“ –, entgegnet der Alt als Stimme des Glaubens, dass er längst gegenwärtig ist. Im abschließenden Choral wird der Gedanke des Lichts nochmals gleichnishaft aufgegriffen: Zwar sei die „Herzensstube“ eines Menschen eine „finstre Grube“, sie könne jedoch durch Jesu „Gnadenstrahl“ hell erleuchtet werden.
| Nr. | Form                                   | Tonart                              | Takt                                | Textbeginn                                                                                     | Instrumentation                         | Quelle |
| --- | -------------------------------------- | ----------------------------------- | ----------------------------------- | ---------------------------------------------------------------------------------------------- | --------------------------------------- | --- |
| 43  | Chor                                   | A-Dur/ fis-Moll                     | 3/4                                 | Ehre sei dir, Gott, gesungen                                                                   | 2 Oboen d’amore, Streicher und Continuo | neu komponiert (zunächst war eine Parodie von BWV 213/13, Lust der Völker, Lust der Deinen, aufbauend auf BWV 184/6, Guter Hirte, Trost der Deinen, vorgesehen, die dann aber durch eine Neukomposition ersetzt wurde) |
| 44  | Secco-Rezitativ (Evangelist, Tenor)    | Secco-Rezitativ (Evangelist, Tenor) | Secco-Rezitativ (Evangelist, Tenor) | Da Jesus geboren war zu Bethlehem                                                              | Continuo                                | Text: Mt 2,1 |
| 45  | Chor Accompagnato-Rezitativ (Alt) Chor | D-Dur                               | C (4/4)                             | Wo ist der neugeborne König der Juden Sucht ihn in meiner Brust Wir haben seinen Stern gesehen | 2 Oboen d’amore, Streicher, Continuo    | Text: Mt 2,2 ; möglicherweise BWV 247/39b, Chor, Pfui dich, wie fein zerbrichst du den Tempel |
| 46  | Choral                                 | A-Dur                               | C (4/4)                             | Dein Glanz all Finsternis verzehrt                                                             | 2 Oboen d’amore, Streicher, Continuo    | Text: Georg Weissel, 1642 |
| 47  | Arie (Bass)                            | fis-Moll                            | 2/4                                 | Erleucht auch meine finstre Sinnen                                                             | Oboe d’amore solo, Orgel ohne Continuo  | BWV 215/7: Arie, Durch die von Eifer entflammeten Waffen (vgl. zu Nr. 31) |
| 48  | Secco-Rezitativ (Evangelist, Tenor)    | Secco-Rezitativ (Evangelist, Tenor) | Secco-Rezitativ (Evangelist, Tenor) | Da das der König Herodes hörte                                                                 | Continuo                                | Text: Mt 2,3 |
| 49  | Accompagnato-Rezitativ (Alt)           | Accompagnato-Rezitativ (Alt)        | Accompagnato-Rezitativ (Alt)        | Warum wollt ihr erschrecken                                                                    | Streicher, Continuo                     | |
| 50  | Secco-Rezitativ (Evangelist, Tenor)    | Secco-Rezitativ (Evangelist, Tenor) | Secco-Rezitativ (Evangelist, Tenor) | Und ließ versammlen alle Hohepriester                                                          | Continuo                                | Text: Mt 2,4–6 |
| 51  | Terzett (Sopran, Alt, Tenor)           | h-Moll                              | 2/4                                 | Ach, wenn wird die Zeit erscheinen?                                                            | Violine solo, Continuo                  | Möglicherweise Parodie, unbekannte Vorlage |
| 52  | Accompagnato-Rezitativ (Alt)           | Accompagnato-Rezitativ (Alt)        | Accompagnato-Rezitativ (Alt)        | Mein Liebster herrschet schon                                                                  | Continuo                                | |
| 53  | Choral                                 | A-Dur                               | C (4/4)                             | Zwar ist solche Herzensstube                                                                   | 2 Oboen d’amore, Streicher und Continuo | Text: Johann Franck, 1655 |

### Teil VI: „Herr, wenn die stolzen Feinde schnauben“

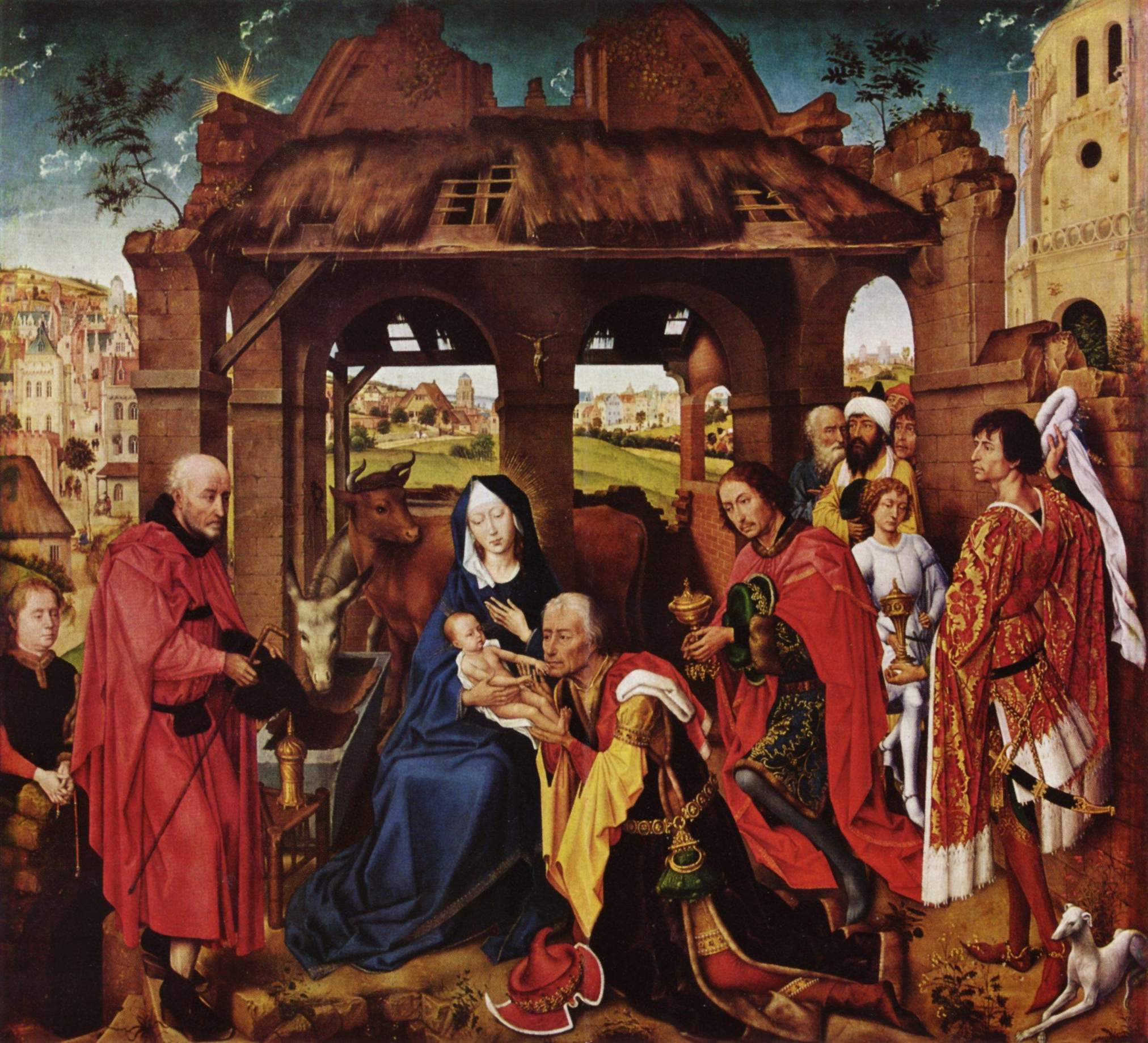
Rogier van der Weyden, Anbetung der heiligen drei Könige, Mitte 15. Jh.

Besetzung: Soli, Chor, 3 Trompeten, Pauken, 2 Oboen (auch als Oboen d’amore), Streicher, Basso continuo
Vorgesehener Aufführungszeitpunkt: Epiphanias (6. Januar)
Inhalt:
Teil VI mit seiner großen Instrumentalbesetzung und der Tonart D-Dur knüpft an die Teile I und III an, bildet auf diese Weise eine Klammer um das Weihnachts-Oratorium und beschließt das ganze Werk feierlich. In den rahmenden Chorstücken (Nr. 54 und 64) fällt der virtuose Part der Trompeten auf, die mit Fanfarenklängen den Kampf gegen die Glaubensfeinde anstimmen. Inhaltlich führt der letzte Teil die Geschichte vom Besuch der Weisen aus Teil V fort, typologisiert Herodes aber nun zum Feind der Christenheit. Der Eingangschor ist von der Gewissheit getragen, dass man durch den Glauben an Gott „den scharfen Klauen des Feindes unversehrt“ entgehen kann. Im ersten Rezitativ bittet Herodes, der als Soliloquent auftritt, die Weisen aus dem Morgenland, nach dem Kind zu suchen, damit auch er es anbeten kann (Nr. 55), das Wort „anbete“ kommt dabei verzerrt aus seinem Mund. Ein Sopranrezitativ (Nr. 56) prangert Herodes’ Listigkeit und Falschheit an.
In der anschließenden Sopranarie (Nr. 57) wird Gottes übermächtige Souveränität geschildert, durch dessen Wink „ohnmächtger Menschen Macht“ sofort gestürzt werden kann. Die Arie zeichnet sich durch einen hohen instrumentalen Anteil aus, in der die Staccato-Figuren die Gebärde des Wegschleuderns illustrieren. Die Weisen aus dem Morgenland finden das Kind in seiner Krippe und schenken ihm Gold, Weihrauch und Myrrhe (Nr. 58), was in der reichen Harmonik zum Ausdruck kommt. Der Choral „Ich steh an deiner Krippen hier“ wendet dies auf den Gläubigen an, der sich selbst als Geschenk Gott darbringen soll. Traditionell wurde dieser Choral zu Bachs Zeit nach der Melodie von „Es ist gewisslich an der Zeit“ gesungen. Gott befiehlt den Weisen im Traum, nicht zu Herodes zu gehen, sondern in ihr Land zurückzukehren (Nr. 60). In der Tenorarie wird der feindlichen Bedrohung die Gegenwart des Heilands gegenübergestellt. Der feierliche Schlusschor erinnert daran, dass Jesus „Tod, Teufel, Sünd und Hölle“ überwunden hat, und schließt den sechsten Teil und das ganze Oratorium ab. Dabei wird dieselbe Melodie wie im ersten Choral (Nr. 5) verwendet, was dem Gesamtwerk Geschlossenheit verleiht.
| Nr. | Form                                               | Tonart                                             | Takt                                               | Textbeginn                                                            | Instrumentation                                      | Quelle |
| --- | -------------------------------------------------- | -------------------------------------------------- | -------------------------------------------------- | --------------------------------------------------------------------- | ---------------------------------------------------- | --- |
| 54  | Chor                                               | D-Dur                                              | 3/8                                                | Herr, wenn die stolzen Feinde schnauben                               | 3 Trompeten, Pauken, 2 Oboen, Streicher und Continuo | BWV Anh. 10/1 / BWV 248a, So kämpfet nur ihr muntern Töne, mutmaßlich Parodie wie auch andere Stücke aus Teil VI |
| 55  | Secco-Rezitativ (Evangelist, Tenor; Herodes, Bass) | Secco-Rezitativ (Evangelist, Tenor; Herodes, Bass) | Secco-Rezitativ (Evangelist, Tenor; Herodes, Bass) | Da berief Herodes die Weisen heimlich Ziehet hin und forschet fleißig | Continuo                                             | Text: Mt 2,7–8                                                                                                   |
| 56  | Accompagnato-Rezitativ (Sopran)                    | Accompagnato-Rezitativ (Sopran)                    | Accompagnato-Rezitativ (Sopran)                    | Du Falscher, suche nur den Herrn zu fällen                            | Streicher, Continuo                                  | BWV 248a, mutmaßlich Parodie                                                                                     |
| 57  | Arie (Sopran)                                      | A-Dur/fis-Moll/A-Dur                               | 3/4                                                | Nur ein Wink von seinen Händen                                        | Oboe d’amore, Streicher, Continuo                    | BWV 248a, mutmaßlich Parodie                                                                                     |
| 58  | Accompagnato-Rezitativ (Evangelist, Tenor)         | Accompagnato-Rezitativ (Evangelist, Tenor)         | Accompagnato-Rezitativ (Evangelist, Tenor)         | Als sie nun den König gehöret hatten                                  | Continuo                                             | Text: Mt 2,9–11                                                                                                  |
| 59  | Choral                                             | G-Dur                                              | C (4/4)                                            | Ich steh an deiner Krippen hier                                       | 2 Oboen, Streicher, Continuo                         | Text: Paul Gerhardt, 1656                                                                                        |
| 60  | Secco-Rezitativ (Evangelist, Tenor)                | Secco-Rezitativ (Evangelist, Tenor)                | Secco-Rezitativ (Evangelist, Tenor)                | Und Gott befahl ihnen im Traum                                        | Continuo                                             | Text: Mt 2,12 |
| 61  | Accompagnato-Rezitativ (Tenor)                     | Accompagnato-Rezitativ (Tenor)                     | Accompagnato-Rezitativ (Tenor)                     | So geht! Genug, mein Schatz geht nicht von hier                       | 2 Oboen d’amore, Continuo                            | BWV 248a, mutmaßlich Parodie                                                                                     |
| 62  | Arie (Tenor)                                       | h-Moll                                             | 2/4                                                | Nun mögt ihr stolzen Feinde schrecken                                 | 2 Oboen d’amore, Continuo                            | BWV 248a, mutmaßlich Parodie                                                                                     |
| 63  | Secco-Rezitativ (Sopran, Alt, Tenor, Bass)         | Secco-Rezitativ (Sopran, Alt, Tenor, Bass)         | Secco-Rezitativ (Sopran, Alt, Tenor, Bass)         | Was will der Höllen Schrecken nun                                     | Continuo                                             | BWV 248a, mutmaßlich Parodie                                                                                     |
| 64  | Choral                                             | D-Dur                                              | C (4/4)                                            | Nun seid ihr wohl gerochen                                            | 3 Trompeten, Pauken, 2 Oboen, Streicher, Continuo    | Text: Georg Werner, 1648; BWV 248a, mutmaßlich Parodie                                                           |

## Aufnahmen
Die Tabelle bietet eine Diskografie der Aufnahmen auf Tonträgern, die insbesondere die gegenwärtig im Handel erhältlichen berücksichtigt. Die Spalten sind sortierbar.
| Aufnahme- jahr | Dirigent                      | Tenor                                                                  | Sopran                                                             | Alt                                                   | Bass/Bariton                                 | Chor                                                         | Orchester                                                            | Label mit Nummer                                    | Bemerkungen |
| -------------- | ----------------------------- | ---------------------------------------------------------------------- | ------------------------------------------------------------------ | ----------------------------------------------------- | -------------------------------------------- | ------------------------------------------------------------ | -------------------------------------------------------------------- | --------------------------------------------------- | --- |
| 1950           | Hans Grischkat                | Werner Hohmann                                                         | Martha Schilling                                                   | Ruth Michaelis                                        | Bruno Müller                                 | Schwäbischer Singkreis                                       | Schwäbisches Sinfonie-Orchester                                      | Remington                                           | erste Schallplatteneinspielung |
| 1950           | Karl Ristenpart               | Helmut Krebs                                                           | Agnes Giebel                                                       | Lotte Wolf-Matthäus                                   | Walter Hauck                                 | RIAS Kammerchor, RIAS-Knabenchor                             | RIAS-Kammerorchester                                                 | audite 21.421                                       | Rundfunkaufnahme, CD-Veröffentlichung 2013 |
| 1951           | Kurt Thomas                   | Heinz Marten                                                           | Gunthild Weber                                                     | Lore Fischer                                          | Horst Günter                                 | Thomanerchor Leipzig                                         | Detmold Academy of Music                                             | L’oiseau lyre                                       | Aufgenommen in Detmold |
| 1952           | Ferdinand Grossmann           | Erich Majkut                                                           | Elisabeth Roon                                                     | Dagmar Hermann                                        | Walter Berry                                 | Wiener Akademie-Kammerchor                                   | Wiener Symphoniker                                                   | Vox CDX-5096                                        | Aufgenommen in Wien |
| 1955           | Karl Richter                  | Gerd Lutze                                                             | Cloë Owen                                                          | Hertha Töpper                                         | Horst Günter / Kieth Engen                   | Münchener Bach-Chor                                          | Münchener Bach-Orchester                                             | Teldec 97902                                        | |
| 1955 / 56      | Fritz Lehmann / Günther Arndt | Helmut Krebs                                                           | Gunthild Weber                                                     | Sieglinde Wagner                                      | Heinz Rehfuss                                | Berliner Motettenchor / RIAS Kammerchor                      | Berliner Philharmoniker                                              | Deutsche-Grammophon-Gesellschaft 14.101/03          | Aufnahme in der Jesus-Christus-Kirche, Berlin-Dahlem; Kantaten 1–4 unter der Leitung von Lehmann († 30. März 1956), Kantaten 5–6 unter der Leitung von Arndt |
| 1958           | Kurt Thomas                   | Josef Traxel                                                           | Agnes Giebel                                                       | Marga Höffgen                                         | Dietrich Fischer-Dieskau                     | Thomanerchor Leipzig                                         | Gewandhausorchester Leipzig                                          | Leipzig Classics/Seraphim Records 0021462BC         | Aufgenommen in der Leipziger Thomaskirche |
| 1963           | Fritz Werner                  | Helmut Krebs                                                           | Agnes Giebel                                                       | Claudia Hellmann                                      | Barry McDaniel                               | Heinrich Schütz-Chor Heilbronn                               | Südwestdeutsches Kammerorchester Pforzheim                           | Erato                                               | |
| 1963           | Theodor Egel                  | Peter Pears                                                            | Agnes Giebel                                                       | Marga Höffgen                                         | Dietrich Fischer-Dieskau / Georg Jelden      | Freiburger Bachchor                                          | Solistengemeinschaft des Freiburger Bachchores                       |                                                     | ZDF-TV-Produktion aus der Wallfahrtskirche Birnau |
| 1965           | Karl Richter                  | Fritz Wunderlich                                                       | Gundula Janowitz                                                   | Christa Ludwig                                        | Franz Crass                                  | Münchener Bach-Chor                                          | Münchener Bach-Orchester                                             | Deutsche Grammophon Archiv 4272362                  | |
| 1966           | Karl Münchinger               | Peter Pears                                                            | Elly Ameling                                                       | Helen Watts                                           | Tom Krause                                   | Lübecker Knabenkantorei an St. Marien                        | Stuttgarter Kammerorchester                                          | Decca 4554102                                       | Aufgenommen im Residenzschloss Ludwigsburg. |
| 1968           | Hans Swarowsky                | Kurt Equiluz                                                           | Heather Harper                                                     | Ruth Hesse                                            | Kieth Engen                                  | Wiener Akademie-Kammerchor / Wiener Sängerknaben             | Wiener Symphoniker                                                   | Guilde Internationale Du Disque SMS - 2585          | Aufgenommen in Wien. |
| 1972           | Nikolaus Harnoncourt          | Kurt Equiluz                                                           | Knabensopran der Wiener Sängerknaben                               | Paul Esswood                                          | Siegmund Nimsgern                            | Wiener Sängerknaben                                          | Concentus Musicus Wien                                               | Teldec – Das Alte Werk 9031-77610-2                 | |
| 1972           | Hans Grischkat                | Peter Wetzler                                                          | Maria Friesenhausen                                                | Hildegard Laurich                                     | Bruce Abel                                   | Schwäbischer Singkreis                                       | Südwestdeutsches Kammerorchester Pforzheim                           | Sun Five 40803                                      | |
| 1973           | Eugen Jochum                  | Horst Laubenthal                                                       | Elly Ameling                                                       | Brigitte Fassbaender                                  | Hermann Prey                                 | Chor des Bayerischen Rundfunks / Tölzer Knabenchor           | Symphonieorchester des Bayerischen Rundfunks                         | Philips – 416402-2                                  | |
| 1973           | Gerhard Schmidt-Gaden         | Theo Altmeyer                                                          | Hans Buchhierl                                                     | Andreas Stein                                         | Barry McDaniel                               | Tölzer Knabenchor                                            | Collegium Aureum                                                     | Deutsche Harmonia Mundi GD77046                     | |
| 1974           | Martin Flämig                 | Peter Schreier                                                         | Arleen Augér                                                       | Annelies Burmeister                                   | Theo Adam                                    | Dresdner Kreuzchor                                           | Dresdner Philharmonie                                                | Eterna 1976, Berlin Classics BER 183892 2005        | Aufgenommen in der Lukaskirche Dresden. |
| 1976           | Philip Ledger                 | Robert Tear                                                            | Elly Ameling                                                       | Janet Baker                                           | Dietrich Fischer-Dieskau                     | Choir of King’s College (Cambridge)                          | Academy of St. Martin-in-the-Fields                                  | EMI Classics 69503 2                                | |
| 1977           | Hanns-Martin Schneidt         | Heiner Hopfner                                                         | Hubertus Baumann / Frank Sahesch-Pur (Knaben-Sopran)               | Michael Hoffmann (Knaben-Alt)                         | Nikolaus Hillebrand                          | Regensburger Domspatzen (Einstudierung Georg Ratzinger)      | Collegium St. Emmeram                                                | Deutsche Grammophon Archiv 1979, 2723 057           | Aufgenommen in Regensburg, St. Emmeram, 6.–25. Juli 1977. |
| 1979           | Karl-Friedrich Beringer       | Boldizsár Keönch                                                       | Gerda Hagner                                                       | Ingeborg Ruß                                          | Hanspeter Brand                              | Windsbacher Knabenchor                                       | Amadeus-Orchester                                                    | Bellaphon Records                                   | |
| 1981           | Nikolaus Harnoncourt          | Peter Schreier                                                         | Christian Schnellert / Alan Bergius / Gregor Lütje (Knaben-Sopran) | Stefan Rampf (Knaben-Alt)                             | Robert Holl                                  | Tölzer Knabenchor                                            | Concentus Musicus Wien                                               | Deutsche Grammophon                                 | TV-Mitschnitt aus der Stiftskirche Waldhausen. |
| 1982           | Gerhard Wilhelm               | Karl Markus                                                            | Krisztina Laki                                                     | Gisela Pohl                                           | Berthold Possemeyer                          | Stuttgarter Hymnus-Chorknaben                                | Ensemble ’76 Stuttgart                                               | Hänssler Classic 94.031                             | Aufnahme: 27.–30.12.1982 |
| 1984           | Helmuth Rilling               | Peter Schreier                                                         | Arleen Augér Christa Muckenheim (Echo)                             | Julia Hamari                                          | Wolfgang Schöne                              | Gächinger Kantorei Stuttgart                                 | Bach-Collegium Stuttgart                                             | Hänssler 094.031.000 CBS Records M3K 39229          | Aufnahme im April und Juli 1984 in der Gedächtniskirche Stuttgart.                                                                                           |
| 1984           | Michel Corboz                 | Kurt Equiluz                                                           | Barbara Schlick                                                    | Carolyn Watkinson                                     | Michel Brodard                               | Ensemble Vocal de Lausanne                                   | Orchestre de Chambre de Lausanne                                     | Erato 45212                                         | Aufgenommen im Casino in Vevey. |
| 1987           | John Eliot Gardiner           | Anthony Rolfe Johnson (Evangelist), Hans Peter Blochwitz               | Nancy Argenta                                                      | Anne Sofie von Otter                                  | Olaf Bär                                     | Monteverdi Choir                                             | English Baroque Soloists                                             | Deutsche Grammophon Archiv 4232322                  | Aufgenommen in den Abbey Road Studios, London. |
| 1987           | Peter Schreier                | Peter Schreier (Evangelist), Eberhard Büchner (Arien)                  | Helen Donath, Andrea Ihle (Echo)                                   | Marjana Lipovšek                                      | Robert Holl                                  | Rundfunkchor Leipzig (Chorleiter: Jörg-Peter Weigle)         | Sächsische Staatskapelle Dresden, Blechbläserensemble Ludwig Güttler | Philips (Universal/Decca) 000289 420 2042 9         | Aufgenommen in der Lukaskirche Dresden. |
| 1989           | Philippe Herreweghe           | Howard Crook                                                           | Barbara Schlick                                                    | Michael Chance                                        | Peter Kooij                                  | Collegium Vocale Gent                                        | Orchester des Collegium Vocale Gent                                  | Virgin Veritas 90781 oder 0777 7595302 2            | Aufgenommen in der Mindersbroederskerk Gent. |
| 1991           | Karl-Friedrich Beringer       | Markus Schäfer (Evangelist), Robert Swensen                            | Juliane Banse                                                      | Cornelia Kallisch                                     | Thomas Quasthoff                             | Windsbacher Knabenchor                                       | Münchner Bachsolisten                                                | Teldec 91604                                        | Aufnahme aus dem Münster zu Heilsbronn, auch auf DVD erhältlich.                                                                                             |
| 1991           | Ralf Otto                     | Christoph Prégardien                                                   | Ruth Ziesak                                                        | Monica Groop                                          | Klaus Mertens                                | Vokalensemble Frankfurt                                      | Concerto Köln                                                        | Delta Music, Capriccio 60025                        | |
| 1992           | Géza Oberfrank                | Jozsef Mukk                                                            | Ingrid Kertesi                                                     | Judit Németh                                          | János Tóth                                   | Hungarian Radio and Television Chorus                        | Failoni Chamber Orchestra                                            | Naxos 8.554508                                      | Aufgenommen im Festetics-Palais in Budapest. |
| 1993           | Harry Christophers            | Mark Padmore                                                           | Lynda Russell                                                      | Catherine Wyn-Rogers                                  | Michael George                               | The Sixteen                                                  | The Sixteen Orchestra                                                | Collins Classics 16017                              | |
| 1993           | Eric Ericson                  | Howard Crook                                                           | Christiane Oelze                                                   | Monica Groop                                          | Gunnar Lundberg                              | Eric Ericson Kammerchor                                      | Drottningholm Baroque Ensemble                                       | Vanguard Classics Proprius 2012/13                  | |
| 1995           | Ludwig Güttler                | Hans Peter Blochwitz                                                   | Christiane Oelze                                                   | Annette Markert                                       | Oliver Widmer                                | Concentus Vocalis, Wien                                      | Virtuosi Saxoniae                                                    | Berlin classics 0011352BC                           | Aufgenommen in der Lukaskirche Dresden. |
| 1995           | Rolf Beck                     | Markus Schäfer, Rodrigo Orrego (Arien)                                 | Veronica Cangemi                                                   | Alison Browner                                        | Rodney Gilfry                                | Südwestdeutsches Vokalensemble                               | Solistes Européens                                                   | Berlin Classics 0094062-BC                          | |
| 1996           | Ton Koopman                   | Christoph Prégardien                                                   | Lisa Larsson                                                       | Elisabeth von Magnus                                  | Klaus Mertens                                | Amsterdam Baroque Choir                                      | Amsterdam Baroque Orchestra                                          | Erato Records 0630-14635-2                          | |
| 1996           | Günter Jena                   | Peter Schreier                                                         | Lynne Dawson                                                       | Marjana Lipovšek                                      | Andreas Schmidt                              | St. Michaelis-Chor, Hamburg                                  | St.-Michaelis-Orchester, Hamburg                                     | Teldec (Warner Classics)                            | Livemitschnitt aus der Hauptkirche St. Michaelis Hamburg. |
| 1997           | René Jacobs                   | Werner Güra                                                            | Dorothea Röschmann                                                 | Andreas Scholl                                        | Klaus Häger                                  | RIAS Kammerchor                                              | Akademie für Alte Musik Berlin                                       | Harmonia Mundi 2901630.31                           | |
| 1997           | Philip Pickett                | Paul Agnew (Evangelist), Andrew King                                   | Catherine Bott                                                     | Michael Chance                                        | Michael George                               | New London Consort                                           | New London Consort                                                   | Decca 458 838                                       | Chor besteht aus Solisten und sieben weiteren Sängern. |
| 1997           | Enoch zu Guttenberg           | Tom Allen                                                              | Malin Hartelius                                                    | Melinda Paulsen                                       | Dietrich Henschel                            | Chorgemeinschaft Neubeuern                                   | Orchester der KlangVerwaltung                                        | FARAO Classics B 108 015                            | |
| 1998           | Masaaki Suzuki                | Gerd Türk                                                              | Monika Frimmer                                                     | Yoshikazu Mera                                        | Peter Kooij                                  | Bach Collegium Japan                                         | Bach Collegium Japan                                                 | BIS Records BISCD941                                | Aufgenommen in der Saitama Arts Theatre Concert Hall. |
| 1998           | Greg Funfgeld                 | Benjamin Butterfield                                                   | Tamara Matthews                                                    | Marietta Simpson                                      | Christòpheren Nomura                         | Bach Choir of Bethlehem                                      | Bach Festival Orchestra, Bethlehem                                   | Dorian Recordings 93183                             | Aufgenommen in der First Presbyterian Church of Bethlehem, Pennsylvania.                                                                                     |
| 1998           | Georg Christoph Biller        | Christoph Prégardien                                                   | Barbara Schlick                                                    | Yvonne Naef                                           | Klaus Mertens                                | Thomanerchor Leipzig                                         | Gewandhausorchester Leipzig                                          | Philips 4641302                                     | Konzertmitschnitt vom 12. Dezember 1998 Nikolaikirche Leipzig.                                                                                               |
| 1999           | Heinz Hennig                  | Jan Kobow                                                              | Elisabeth Scholl                                                   | Gerhild Romberger                                     | Sebastian Noack                              | Knabenchor Hannover                                          | Barockorchester L'Arco                                               | Studio Wedemark STW 99951-3                         | |
| 1999           | John Eliot Gardiner           | Christoph Genz                                                         | Claron McFadden                                                    | Bernarda Fink                                         | Dietrich Henschel                            | Monteverdi Choir                                             | English Baroque Soloists                                             | EuroArts DVD-2045094                                | Liveaufnahme aus der Herderkirche Weimar. |
| 1999–2000      | Helmuth Rilling               | James Taylor (Evangelist), Marcus Ullmann                              | Sibylla Rubens                                                     | Ingeborg Danz                                         | Hanno Müller-Brachmann                       | Gächinger Kantorei Stuttgart                                 | Bach-Collegium Stuttgart                                             | Hänssler Verlag CD98271                             | SWR-Live-Mitschnitt aus der Liederhalle Stuttgart 1999–2000.                                                                                                 |
| 2001           | Rolf Schweizer                | Hans Jörg Mammel                                                       | Monika Mauch                                                       | Claudia Darius                                        | Matthias Horn                                | Motettenchor Pforzheim                                       | Barockorchester L'arpa festante                                      | Amati AMI-0004/2                                    | Aufnahme aus der ev. Stadtkirche Pforzheim. |
| 2002           | Jos van Veldhoven             | Gerd Türk                                                              | Johanette Zomer                                                    | Annette Markert                                       | Peter Harvey                                 | Nederlandse Bachvereniging                                   | Nederlandse Bachvereniging                                           | Channel Classics Records CCS SA 20103               | Aufnahme aus dem Muziekcentrum Frits Philips, Eindhoven. |
| 2002-03        | Diego Fasolis                 | Charles Daniels                                                        | Lynne Dawson                                                       | Bernhard Landauer                                     | Klaus Mertens                                | Coro della Radiotelevisione Svizzera                         | I Barocchisti                                                        | Arts 47714-8                                        | |
| 2005           | Per Enevold                   | Bo Kristian Jensen                                                     | Maria Keohane                                                      | Andrea Pellegrini                                     | Morten Frank Larsen                          | Trinitatis Kantorei                                          | Trinitatis Kammerorkester                                            | Classico                                            | Live-Mitschnitt des Dänischen Rundfunks aus der Trinitatiskirche Kopenhagen.                                                                                 |
| 2006           | Jan Willem de Vriend          | Jörg Dürmüller                                                         | Malin Hartelius                                                    | Kristina Hammarström                                  | Detlef Roth                                  | Cappella Amsterdam                                           | Combattimento Consort Amsterdam                                      | Challenge Classics 76604                            | Aufnahme aus der Waalse Kerk Amsterdam. |
| 2006           | Nikolaus Harnoncourt          | Werner Güra                                                            | Christine Schäfer                                                  | Bernarda Fink (Mezzosopran)                           | Gerald Finley, Christian Gerhaher            | Arnold Schoenberg Chor                                       | Concentus Musicus Wien                                               | Deutsche Harmonia Mundi, 8869 711225 2              | Live-Aufnahme aus dem Wiener Musikverein. |
| 2008           | Wolfgang Helbich              | Clemens-Christian Löschmann                                            | Agnieszka Tomaszewska                                              | Catherine Wyn-Rogers                                  | Phillip Langshaw                             | Bremer RathsChor                                             | Neue RathsPhilharmonie Bremen                                        | DreyerGaido 21047                                   | |
| 2009           | Hermann Max                   | Jan Kobow                                                              | Veronika Winter                                                    | Wiebke Lehmkuhl                                       | Markus Flaig                                 | Rheinische Kantorei                                          | Das kleine Konzert                                                   | CPO 7774592                                         | Aufnahme aus dem Kloster Knechtsteden. |
| 2009           | Reinhard Kammler              | Gerhard Werlitz                                                        | Sopransolist der Augsburger Domsingknaben (Knabenstimme)           | Altsolist der Augsburger Domsingknaben (Knabenstimme) | Johannes Kammler                             | Augsburger Domsingknaben                                     | Residenz Kammerorchester München                                     | Ars Musici (Harmonia Mundi) 231734                  | Liveaufnahme von Teil I–III aus der Sixtinischen Kapelle in Anwesenheit von Papst Benedikt XVI. und dem damaligen Bundespräsidenten der BRD, Horst Köhler    |
| 2009           | Georg Christoph Biller        | Martin Petzold (Evangelist), Christoph Genz (Arien)                    | Paul Bernewitz, Friedrich Praetorius (Thomanerchor)                | Ingeborg Danz                                         | Panajotis Iconomou                           | Thomanerchor Leipzig                                         | Gewandhausorchester Leipzig                                          | Rondeau Production ROP4034/35                       | Liveaufnahme aus der Thomaskirche (Leipzig), 275 Jahre Weihnachtsoratorium, Dezember 2009                                                                    |
| 2010           | Riccardo Chailly              | Martin Lattke (Evangelist), Wolfram Lattke (Arien) (Ensemble Amarcord) | Carolyn Sampson                                                    | Wiebke Lehmkuhl                                       | Konstantin Wolff                             | Dresdner Kammerchor                                          | Gewandhausorchester Leipzig                                          | Decca Records 000289 478 2271 4                     | Liveaufnahme aus dem Neuen Gewandhaus Leipzig |
| 2011           | Peter Dijkstra                | Maximilian Schmitt                                                     | Rachel Harnisch                                                    | Anke Vondung                                          | Christian Immler                             | Chor des Bayerischen Rundfunks                               | Akademie für alte Musik, Berlin                                      | BR-Klassik 900512                                   | Auch auf DVD. |
| 2011           | Matthias Grünert              | Markus Brutscher                                                       | Jana Büchner                                                       | Britta Schwarz                                        | Gotthold Schwarz                             | Kammerchor der Frauenkirche                                  | Ensemble Frauenkirche                                                | Berlin Classics 0300427BC                           | Liveaufnahme aus der Frauenkirche Dresden im Dezember 2011                                                                                                   |
| 2012           | Holger Eichhorn               | Jan Hübner                                                             | Leopold Lampelsdorfer                                              | Thomas Riede                                          | Georg Lutz                                   | –                                                            | Musicalische Compagney                                               | Querstand 1238                                      | Teil 1–3, solistische Besetzung mit Knabensopran in der Besetzung von 1734                                                                                   |
| 2012           | Jörg Breiding                 | Markus Schäfer                                                         | Antonia Bourvé                                                     | Claudia Erdmann                                       | Michael Jäckel                               | Knabenchor Hannover                                          | Barockorchester L'Arco                                               | Rondeau Production ROP-5003-DVD bzw. Blu-ray Disc   | Livemitschnitt aus der Marktkirche Hannover. |
| 2012           | Philippe Herreweghe           | Thomas Hobbs                                                           | Dorothee Mields                                                    | Damien Guillon                                        | Peter Kooij                                  | Collegium Vocale Gent                                        | Orchester des Collegium Vocale Gent                                  | EuroArts 2059508, Blu-ray Disc bzw. DVD             | Livemitschnitt aus dem Palais des Beaux-Arts in Brüssel. |
| 2013           | Stephen Layton                | James Gilchrist                                                        | Katherine Watson                                                   | Iestyn Davies                                         | Matthew Brook                                | Trinity College Choir, Cambridge                             | Orchestra of the Age of Enlightenment                                | Hyperion CDA68031-2                                 | Aufgenommen in der Kapelle des Trinity College Cambridge. |
| 2014           | Sigiswald Kuijken             | Stephan Scherpe                                                        | Sunhae Im                                                          | Petra Noskaiová                                       | Jan van der Crabben                          | –                                                            | La Petite Bande                                                      | Challenge B00OUDJRC0                                | solistische Besetzung ohne Chor, aufgenommen in der Predikherenkerk Leuven.                                                                                  |
| 2015           | John Butt                     | Nicholas Mulroy, Thomas Hobbs                                          | Mary Bevan, Joanne Lunn                                            | Clare Wilkinson, Ciara Hendrick                       | Matthew Brook, Konstantin Wolff              | Rachel Redmond, Katie Schofield, Malcolm Bennett, Alex Jones | Dunedin Consort                                                      | Linn Records CKD 499                                | solistische Besetzung, Kantaten 1, 3 und 6 mit Ripienogruppe                                                                                                 |
| 2016-17        | Hans-Christoph Rademann       | Sebastian Kohlhepp                                                     | Anna Lucia Richter, Regula Mühlemann                               | Wiebke Lehmkuhl                                       | Michael Nagy                                 | Gaechinger Cantorey                                          | Gaechinger Cantorey                                                  | Carus 38.312                                        | |
| 2017           | Ralf Otto                     | Georg Poplutz                                                          | Julia Kleiter                                                      | Katharina Magiera                                     | Thomas E. Bauer                              | Bachchor Mainz                                               | Bachorchester Mainz                                                  | Naxos 8.574001-02                                   | |
| 2018           | Gotthold Schwarz              | Patrick Grahl, Markus Schäfer (Arien)                                  | Dorothee Mields                                                    | Elvira Bill                                           | Klaus Häger                                  | Thomanerchor Leipzig                                         | Gewandhausorchester Leipzig                                          | Accentus Music ACC-30469                            | Livemitschnitt aus der Thomaskirche Leipzig. |
| 2018-19        | Rudolf Lutz                   | Daniel Johannsen                                                       | Lia Andres, Marie Luise Werneburg                                  | Elvira Bill, Margot Oitzinger                         | Stephan MacLeod, Daniel Pérez, Matthias Helm | Chor der J. S. Bach-Stiftung                                 | Orchester der J. S. Bach-Stiftung                                    | J. S. Bach-Stiftung St. Gallen                      | DVD, aufgenommen in der Evangelischen Kirche Trogen. |
| 2019           | Jordi Savall                  | Martin Platz                                                           | Katja Stuber                                                       | Raffaele Pé                                           | Manuel Walser                                | La Capella Reial de Catalunya                                | Le Concert des Nations                                               | Alia Vox AVSA-9940                                  | Aufnahme aus dem Palau de la Música Catalana, Barcelona. |
| 2020           | Rainer Johannes Homburg       | Andreas Post                                                           | Elisabeth Wimmer                                                   | Elvira Bill                                           | Dominic Große                                | Stuttgarter Hymnus-Chorknaben                                | Handel’s Company, Trompetenensemble Wolfgang Bauer                   | Musikproduktion Dabringhaus und Grimm MDG 9022183-6 | Aufnahme aus der Christuskirche Stuttgart. |
| 2021           | Gernot Süßmuth                | Georg Poplutz                                                          | Magdalene Harer                                                    | Susanne Langner                                       | Cornelius Uhle, Matthias Lutze               | Thüringer Bach Collegium                                     | Ensemble Polyharmonique                                              | Rondeau Production ROP622122                        | solistische Besetzung; Jörg Reddin an der Wender-Orgel der Bachkirche Arnstadt                                                                               |

### Noten und Audiodateien
- Partiturautograph in den Digitalisierten Sammlungen der Staatsbibliothek zu Berlin
- RISM ID: 467003200 Quellenbeschreibung der Originalpartitur. Quellendatenbank RISM.
- Autograph. Informationen im Portal Bach digital des Bach-Archivs Leipzig
- Weihnachtsoratorium: Noten und Audiodateien im International Music Score Library Project
- Weihnachtsoratorium. BWV 248. In: Bachipedia der J. S. Bach-Stiftung.
- Weihnachtsoratorium (MIDI/MP3-Format) mit Übungsdateien für Choristen
- Bach: Weihnachtsoratorium I-VI – ARTE (live) auf YouTube

### Weiterführende Information
- Weihnachtsoratorium. Informationen im Portal Bach digital des Bach-Archivs Leipzig
- Text und Aufbau von Bachs Weihnachts-Oratorium: Teil I, Teil II, Teil III, Teil IV, Teil V, Teil VI.
- Weihnachtsoratorium. Bach Cantatas Website (englisch).